# Bignoniaceae
Bignoniaceae Jussieu, 1789 è una famiglia di piante Spermatofite Dicotiledoni appartenenti all'ordine delle Lamiales.

## Etimologia
Il nome della famiglia deriva dal suo genere più importante (Bignonia L., 1753) la cui etimologia deriva a sua volta dalla dedica fatta nel 1694 dal botanico Joseph Pitton de Tournefort (1656 - 1708) al suo protettore, il bibliotecario di corte di Luigi XV e oratore sacro, abate Jean-Paul Bignon (Parigi 1662 - 1743). Il nome scientifico di questo gruppo botanico è stato definito per la prima volta dal botanico francese Antoine-Laurent de Jussieu (Lione, 12 aprile 1748 – La Plata, 17 settembre 1836) nella pubblicazione "Genera Plantarum, secundum ordines naturales disposita juxta methodum in Horto Regio Parisiensi exaratam"  (Gen. Pl. 137. 1789) del 1789.

## Descrizione

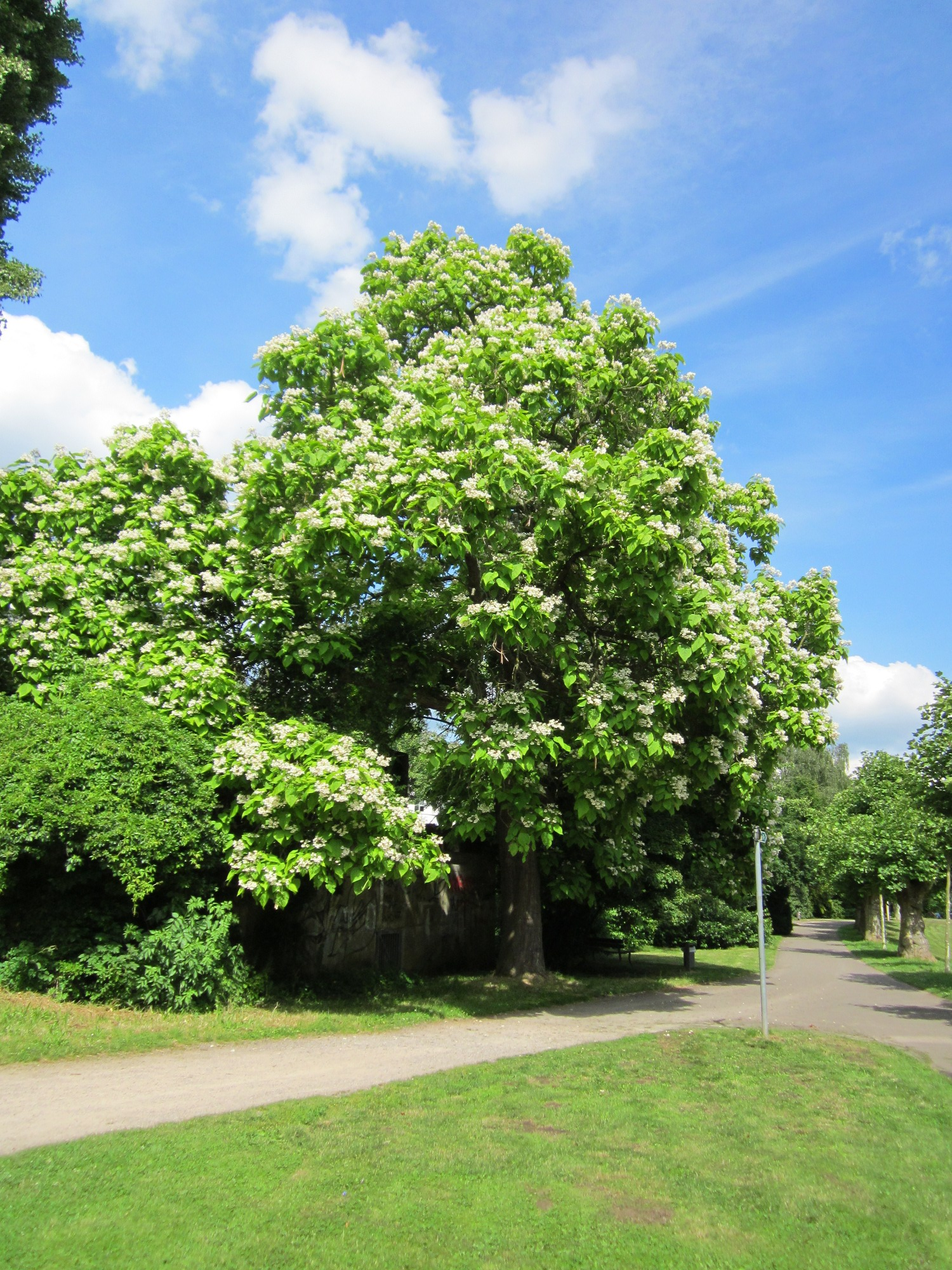
Il portamento
Catalpa bignonioides
(Tribù Catalpeae)

- Il portamento delle specie di questa famiglia è normalmente arboreo o lianoso, ma sono presenti anche specie arbustive (raramente delle erbe). Alcune specie presentano un certo dimorfismo tra la crescita giovanile e l'età adulta. Possono essere presenti delle ghiandole tra i piccioli, come anche delle increspature, oppure delle pseudo-stipole fogliacee a forma subulata. Le liane di questo gruppo (tribù Bignonieae) sono caratterizzate da un accrescimento secondario particolare per cui al loro interno si formano dei cilindri xilematici a più lobi, generalmente da quattro (in sezione trasversale sono dei cunei la cui punta è rivolta verso il centro) fino al massimo di 32. Sono presenti anche iridoidi e glicosidi fenolici.[2][4][5][6]

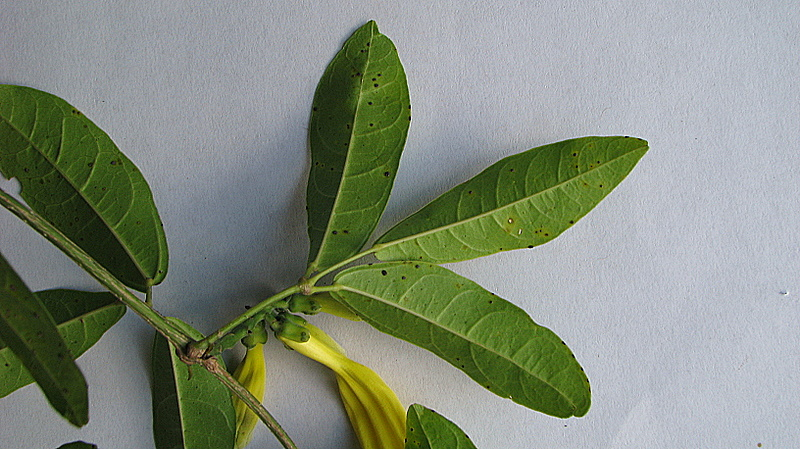
Le foglie
Adenocalymma coriaceum
(Tribù Bignonieae)

- Le foglie lungo il caule hanno una disposizione opposta, talvolta sono verticillate, raramente alternate. Le lame sono del tipo 2-3-fogliate pennate o palmate; spesso sono biternate (tribù Bignonieae): il picciolo si divide in tre subpiccioli ognuno dei quali è diviso ancora in tre parti e ogni parte sottende una fogliolina pennata due volte; meno spesso sono a lamina semplice; sono presenti anche foglie di tipo articolato (tribù Coleeae): una o più foglioline allineate sullo stesso rachide. In alcune specie le foglie all'apice terminano con un lobo spesso metamorfizzato in un viticcio o cirro utile al portamento rampicante delle piante; il viticcio può essere semplice, bifido, trifido o multifido con o senza dischi terminali adesivi. Sono inoltre presenti degli apparati ghiandolari posizionati all'ascella delle venature fogliari (verso la base del picciolo). Le stipole vere e proprie non sono presenti.

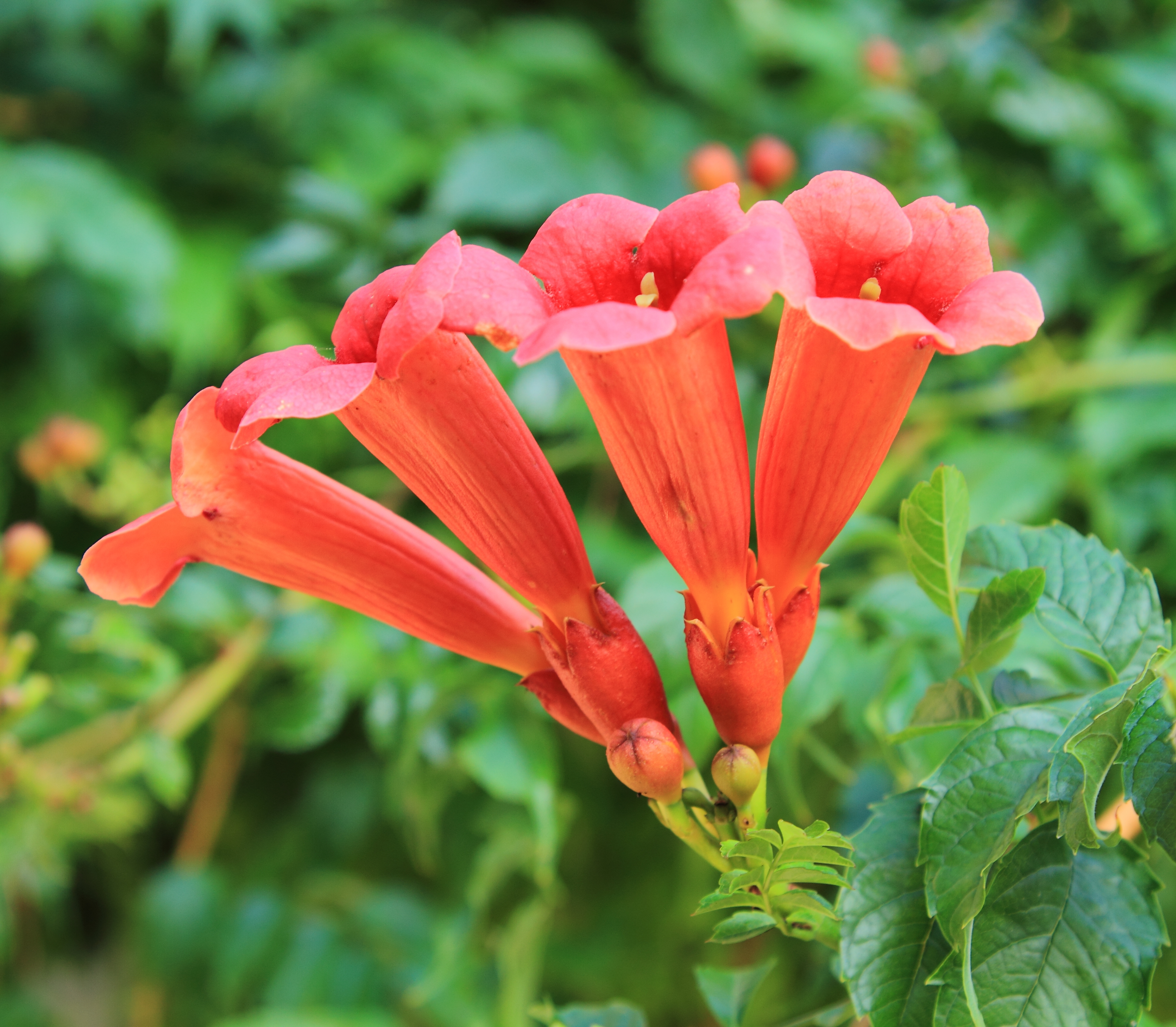
Infiorescenza
Campsis radicans
(Tribù Tcomeae)

- Le infiorescenze in genere sono costituite da tanti/pochi fiori su strutture dicasiali di tipo cimoso, racemoso, tirsoide o corimboso sia terminale che ascellare. Sono presenti anche fiori solitari di tipo "cauliflori".

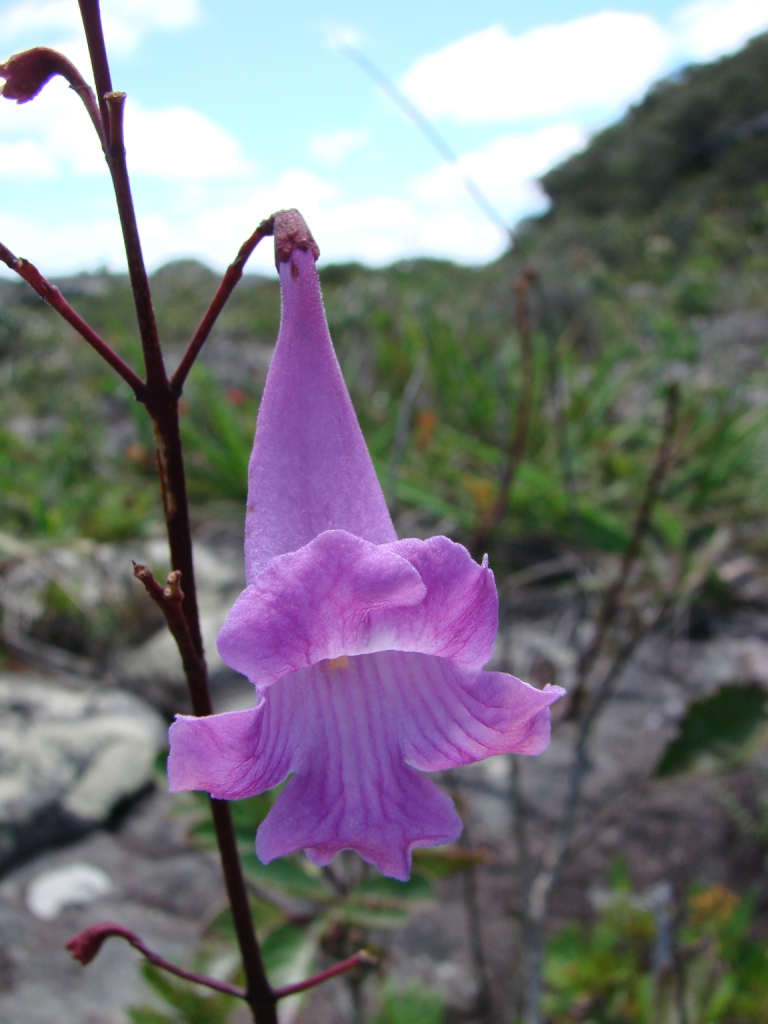
Il fiore
Jacaranda grandifoliolata
(Tribù Jacarandeae)

- I fiori sono ermafroditi, zigomorfi e tetraciclici (ossia formati da 4 verticilli: calice– corolla – androceo – gineceo) e più o meno pentameri (ogni verticillo ha 5 elementi). In genere i fiori di questa famiglia sono grandi e vistosi a forma tubulosa o campanulata.

- Formula fiorale: per queste piante viene indicata la seguente formula fiorale:

* K (5), [C (2 + 3), A (2 + 2 + 1)], G (2), supero, capsula
- Il calice, gamosepalo, a forma campanulata o cupuliforme, è composto da 5 sepali connati terminanti in 5 denti (a volte assenti oppure presenti solo due o tre o quattro e a volte in disposizione bilobata). Sono presenti calici di tipo spatiforme aperti da un lato o circondanti il fiore oppure troncati.

- La corolla, gamopetala, è composta da 5 petali, connati ed embricati, a forma da tubulare a campanulata (o imbutiforme) e con portamento diritto oppure no; la parte apicale della corolla in genere è bilabiata. In alcune specie i petali hanno una consistenza membranosa.

- L'androceo è formata da 4 stami didinami con antere sagittate a due teche, diritte o divaricate e sagittate. Sono presenti antere monoteche (tribù Coleeae). I filamenti degli stami sono attaccati (adnati) al tubo corollino. Può essere presente un quinto stame sterile (staminoide); raramente tutti 5 stami sono fertili, oppure 2 fertili e 3 staminoidali. La deiscenza delle antere è longitudinale. I granuli pollinici sono di vario tipo, in alcuni casi sono dispersi in tetradi o poliadi.

- Il gineceo ha un ovario supero bicarpellare (biloculare) con placentazione assile, ossia sono presenti due placente per loculo con un setto separatore centrale. Possono essere presenti anche ovarii 4-loculari oppure uniloculari (in questo caso la placentazione è parietale). Il nettare forma un anello discoide attorno all'ovario. Lo stilo è bilobato (a 2 stigmi sensitivi che si chiudono immediatamente a contatto con l'impollinatore). Gli ovuli sono da uno a numerosi (multiseriati per loculo) e in genere di tipo anatropo; hanno un tegumento e sono tenuinucellati (con la nocella, stadio primordiale dell'ovulo, ridotta a poche cellule).

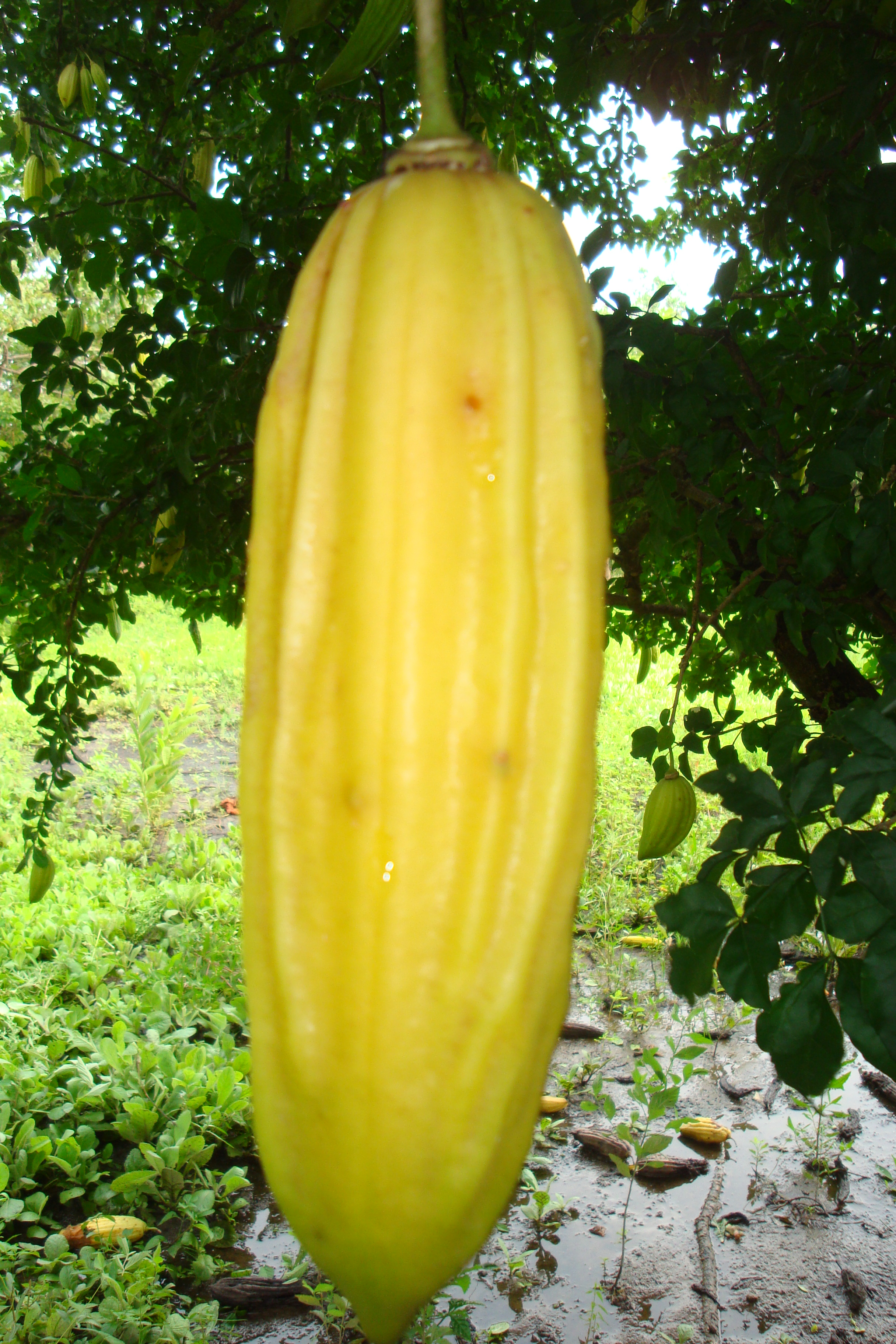
Il frutto
Parmentiera aculeata
(Tribù Crescentieae)

- I frutti sono delle capsule con deiscenza setticida (parallelamente al setto) o loculicida (perpendicolarmente al setto), bivalve oppure a 4 valve. Raramente hanno una consistenza carnosa e sono indeiscenti. I semi sono usualmente piatti e alati (per la dispersione anemocora), privi di endosperma. I cotiledoni sono profondamente bilobati.

## Riproduzione
- Impollinazione: l'impollinazione avviene tramite insetti come le api/farfalle/lepidotteri (impollinazione entomogama) oppure uccelli (impollinazione ornitogama) oppure pipistrelli (impollinazione chirotterogama). I grandi fiori della Bignoniaceae sono impollinati anche da animali (oltre che da insetti) e la grande diversità morfologica dei suoi fiori può essere associata alla diversità di comportamento e tipo di visitatore.[1]
- Riproduzione: la fecondazione avviene fondamentalmente tramite l'impollinazione dei fiori (vedi sopra).
- Dispersione: i semi cadendo (dopo aver eventualmente percorso alcuni metri a causa del vento - dispersione anemocora) a terra sono dispersi soprattutto da insetti tipo formiche (disseminazione mirmecoria). Anche le modalità di dispersione sono molto diverse e spesso non sono correlate a quelle d'impollinazione: ad esempio la Kigelia africana è impollinata da pipistrelli, ma il frutto, che ha la forma e dimensione di una salsiccia, è mangiato dalle scimmie agli elefanti. Anche Oroxylon è impollinato dai pipistrelli, ma i semi, contenuti in capsule, sono dispersi dal vento.

## Distribuzione e habitat
La distribuzione di questa famiglia è soprattutto neotropicale con habitat tipici della zona intertropicale americana. La presenza di queste piante nella zona extratropicale è molto rara (mancano quasi del tutto in quella temperata). Nella tabella seguente è indicata la distribuzione delle varie tribù:

| Tribù        | Distribuzione |
| ------------ | --- |
| Bignonieae   | Neotropicale (dal Messico all'Argentina), una specie nel Nord America                                                |
| Catalpeae    | Asia orientale, America del Nord e Antille                                                                           |
| Coleeae      | Africa e isole a oriente del continente (molte specie sono endemiche delle isole Madagascar, Mauritius e Seychelles) |
| Crescentieae | America (America centrale e Grandi Antille)                                                                          |
| Jacarandeae  | Dal Guatemala e dalle Antille fino all'Argentina                                                                     |
| Oroxyleae    | Asia (areale indo-malesiano)                                                                                         |
| Tecomeae     | Dal Nord America al Sud America, Africa (soprattutto Madagascar) e Asia tropicale)                                   |
| Tourrettieae | Sud America |

Generi incertae sedis:
- Argylia: Perù, Cile e Argentina
- Delostoma: Ande

## Reperti fossili
Pollini fossili che ricordano da vicino la morfologia del polline delle specie del genere Jacaranda sono stati trovati a Porto Rico risalenti all'Oligocene (da 23 a 33 milioni di anni fa). Mentre del genere Catalpa sono state trovate impronte fogliari in relitti fossili del Cenozoico (l'ultima delle tre ere geologiche del Fanerozoico) dell'America Settentrionale e semi sempre nel Terziario di Aix-en-Provence. I fossili più antichi sono dei semi e dei frutti ritrovati nello stato di Washington datati a circa 49 milioni di anni fa (Eocene).

## Tassonomia
La famiglia Bignoniaceae è una delle più numerose dell'ordine Lamiales; la sua distribuzione è soprattutto neotropicale (solo poche specie di questa famiglia: 2 - 3 sono presenti nella flora spontanea italiana). All'interno dell'ordine Lamiales le Bignoniaceae, da un punto di vista evolutivo, occupano una posizione centrale ma sono separate dalle famiglie Schlegeliaceae e Paulowniaceae le cui specie storicamente erano incluse nella famiglia di questa voce. Condivide invece con la famiglia Sapindaceae il primato come gruppo più ecologicamente importante di liane nell'areale neotropicale.

### Filogenesi

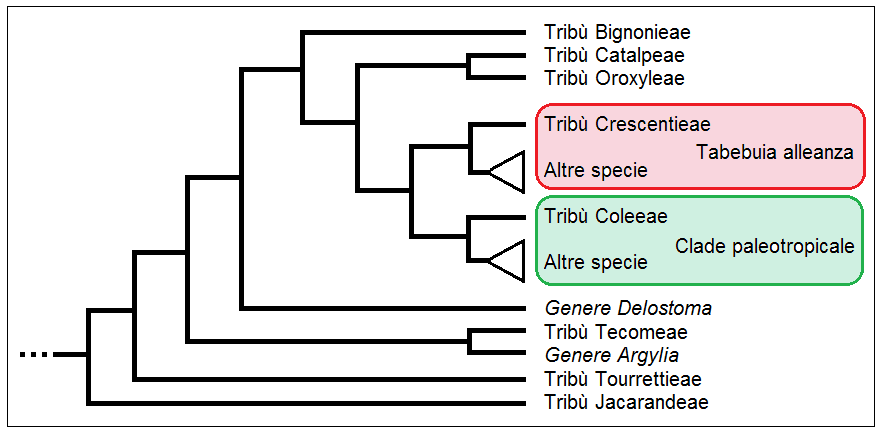
Cladogramma della famiglia

Il gruppo delle Bignoniaceae è probabilmente monofiletico sia in base alle analisi filogenetiche di sequenze dei cloroplasti, che alle sinapomorfie morfologiche indicate più sotto. I vari modelli evolutivi all'interno della famiglia sono stati studiati morfologicamente sulle differenze dell'habitus delle foglie, della placentazione, dei frutti e dei semi. Questi studi e una recente ricerca di tipo filogenetico ha portato alla suddivisione della famiglia in 8 cladi principali (Bignonieae, Catalpeae, Coleeae, Crescentieae, Jacarandeae, Oroxyleae, Tecomeae, Tourrettieae) descritti più avanti.
In posizione "basale" si trova la tribù Jacarandeae, un piccolo gruppo di 50 specie, che è "gruppo fratello" del resto della famiglia. I caratteri più tipici di questo primo clade, che li distinguono dalla maggior parte altre Bignoniaceae, sono le foglie composte, il calice con lobi profondamente divisi, staminodi allungati, e un frutto a forma circolare e appiattito perpendicolarmente al setto. Il "resto" della famiglia comprende un clade fortemente sostenuto suggerendo una sostanziale distanza temporale rispetto alla divergenza delle Jacarandeae. In questo gruppo interno la posizione basale è sostenuta dalla tribù Tourrettieae con foglie doppiamente composte, viticci ramificati e androceo privo di staminoidi. Le foglie doppiamente composte di questo gruppo, un carattere condiviso con Jacarandeae, che lo differenzia dal resto dell Bignoniaceae, potrebbe essere la condizione ancestrale della famiglia. Più internamente si trova la tribù delle Tecomeae, attualmente molto ridotta rispetto al passato. La parte più interna della famiglia (due cladi fortemente sostenuti) è separata dai tre seguenti cladi: la tribù Bignonieae, il gruppo più grande della famiglia, e i due piccoli cladi: Catalpeae e Oroxyleae. I due cladi più interni ("Tabebuia alleanza" e "Clade Paleotropicale") formano un gruppo monofiletico ben supportato. Il primo è composto dalla tribù Crescentieae (tre generi) più altri 11 generi ad essa collegati filogeneticamente. Il secondo gruppo è composto dalla tribù Coleeae (5 generi) più altri 16 generi.
Rimangono fuori dai cladi principali due generi: Argylia e Delostoma; il primo "gruppo fratello" della tribù Tecomeae con portamento erbaceo (molto raro in questa famiglia), il secondo "gruppo fratello" del resto della tribù (esclusa quindi Tecomeae) che sembra non avere nessuna evidente affinità morfologica sia con le specie del Nuovo Mondo che con quelle del Vecchio Mondo.
Questi studi suggeriscono inoltre che la famiglia era originaria delle zone neotropicali (Nuovo Mondo) e che almeno cinque (o sei) eventi di dispersione abbiano condotto ai rappresentanti del Vecchio Mondo. Inoltre è anche possibile che un evento dispersivo sia avvenuto all'incontrario: dal Vecchio Mondo a quello Nuovo.
Caratteri distintivi (sinapomorfie morfologiche) della famiglia sono:
- le foglie pennato-composte e/o palmato-composte;
- le placente divise (due per loculo);
- la peculiarità del frutto (allungato);
- i semi alati e privi di endosperma.

Il cladogramma a lato tratto dallo studio citato e semplificato mostra la struttura filogenetica interna della famiglia relativamente alle sue tribù.

### Composizione della famiglia
La famiglia comprende 8 tribù (elencate qui sotto), 82 generi e circa 830 specie (sono da aggiungere 2 generi incertae sedis con circa 16 specie).
 Tribù Bignonieae 
Comprende 21 generi e 393 specie:
- Adenocalymma Mart. ex Meins., 1840 (82 spp.)
- Amphilophium Kunth, 1818 (47 spp.)
- Anemopaegma Mart. ex Meins., 1840 (45 spp.)
- Bignonia L., 1753 (28 spp.)
- Callichlamys Miq., 1977 (1 sp.)
- Cuspidaria DC., 1864 (19 spp.)
- Dolichandra Cham., 1831 (8 spp.)
- Fridericia Mart., 1827 (67 spp.)
- Lundia DC., 1838 (13 spp.)
- Manaosella J.C. Gomes, 1949 (1 sp.)
- Mansôa DC., 1838 (12 spp.)
- Martinella Baill., 1888 (2 spp.)
- Neojobertia Baill., 1888 (2 spp.)
- Pachyptera DC. ex Maisn., 1840 (4 spp.)
- Perianthomega Bureau ex Baill., 1888 (1 sp.)
- Pleonotoma Miers, 1863 (17 spp.)
- Pyrostegia C. Presl., 1845 (2 spp.)
- Stizophyllum Miers, 1863 (3 spp.)
- Tanaecium Sw., 1788 (17 spp.)
- Tynanthus Miers, 1863 (15 spp.)
- Xylophragma Sprague, 1903 (7 spp.)

 Tribù Catalpeae 
Comprende 3 generi e 11 specie:
- Catalpa Scop., 1777 (6 spp.)
- Chilopsis D.Don, 1823 (1 sp.)
- Macrocatalpa (Griseb.) Britton (4 spp.)

 Tribù Coleeae 
Comprende 21 generi e circa 140 specie (compreso il "Clade Paleotropicale"):
- Catophractes D.Don, 1839 (1 sp.)
- Colea Bojer ex Meisn., 1840 (21 spp.)
- Dolichandrone (Fenzl.) Seem., 1862 (10 spp.)
- Fernandoa Welw. ex Seem., 1865 (15 spp.)
- Heterophragma DC., 1838 (2 spp.)
- Kigelia DC., 1838 (1 sp.)
- Markhamia Seem. ex Baill., 1888 (5 spp.)
- Newbouldia Seem. ex Bureau, 1864 (1 sp.)
- Ophiocolea H. Perrier, 1938 (5 spp.)
- Pajanelia DC., 1838 (1 sp.)
- Pauldopia Steenis, 1969 (1 sp.)
- Perichlaena Baill., 1888 (1 sp.)
- Phyllarthron DC., 1839 (circa 15 spp.)
- Phylloctenium Baill., 1887 (1 sp.)
- Radermachera Zoll. & Moritzi, 1855 (15 spp.)
- Rhigozum Burch., 1822 (7 spp.)
- Rhodocolea Baill., 1887 (7 spp.)
- Santisukia Brummitt, 1992 (2 spp.)
- Spathodea P.Beauv., 1805 (1 sp.)
- Stereospermum Cham., 1833 (23 sp.)
- Tecomella Seem., 1863 (1 sp.)

 Tribù Crescentieae 
Comprende 13 generi e circa 150 specie (compresa l'"Alleanza Tabebuia"):
- Amphitecna Miers, 1868 (18 spp.)
- Crescentia L., 1753 (6 spp.)
- Cybistax Mart. ex Meisn., 1840 (1 sp.)
- Godmania Hemsl., 1879 (2 spp.)
- Handroanthus Mattos, 1970 (1 sp. ?)
- Parmentiera DC., 1838 (9 spp.)
- Paratecoma Kuhlm., 1931 (1 sp.)
- Romeroa Dugand, 1952 (1 sp.)
- Roseodendron Miranda, 1965 (1 sp. ?)
- Sparattosperma Mart. ex Meisn., 1840 (2 spp.)
- Spirotecoma Baill. ex Dalla Torre & Harms, 1904 (5 spp.)
- Tabebuia Gomes ex DC., 1838 (circa 100 spp.)
- Zeyheria Mart., 1826 (2 spp.)

 Tribù Jacarandeae 
Comprende 2 generi e circa 50 specie:
- Jacaranda Jeuss., 1789 (circa 50 spp.)
- Digomphia Benth., 1846 (3 spp.)

 Tribù Oroxyleae 
Comprende 4 generi e 6 specie:
- Hieris Steenis, 1928 (1 sp.)
- Millingtonia L. f., 1782 (1 sp.)
- Nyctocalos Teijsm. & Binn., 1861 (3 spp.)
- Oroxylum Vent., 1808 (1 sp.)

 Tribù Tecomeae 
Comprende 16 generi e circa 70 specie:
- Campsidium Seem., 1862 (1 sp.)
- Campsis Lour, 1790 (2 spp.)
- Deplanchea Vieill., 1862 (8 spp.)
- Dinklageodoxa Heine & Sandwith, 1962 (1 sp.)
- Incarvillea Juss., 1789 (17 spp.)
- Neosepicaea Diels, 1922 (4 spp.)
- Pajanelia DC., 1838 (1 sp.)
- Pandorea (Endl.) Spach, 1840 (7 spp.)
- Pauldopia Steenis, 1969 (1 sp.)
- Podranea Sprague, 1904 (2 spp.)
- Santisukia Brummitt, 1992 (2 spp.)
- Tecoma Juss., 1798 (14 spp.)
- Tecomaria (Endl.) Spach (2 spp.)
- Tecomanthe Baill., 1888 (5 spp.)

 Tribù Tourrettieae 
Comprende 2 generi e 6 specie:
- Eccremocarpus Ruiz & Pav., 1977 (circa 5 spp.)
- Tourrettia Foug., 1787 (1 sp.)

 Generi incertae sedis 
- Argylia D. Don, 1823 (13 spp.)
- Delostoma D. Don, 1823 (4 spp.)

### Chiave dicotomica per le tribù
Per meglio comprendere ed individuare le tribù di questa famiglia, l'elenco seguente utilizza in parte il sistema delle chiavi analitiche (vengono cioè indicate solamente quelle caratteristiche utili a distinguere una entità dall'altra).
- Gruppo 1A: il portamento delle specie è erbaceo, arbustivo, arboreo o lianoso; i frutti sono deiscenti;

- Gruppo 2A: la placentazione è parietale; i frutti sono privi di setti intermedi; il portamento è simile a viti ispide; i frutti sono indeiscenti; l'habitat tipico è sopra i 3000 m s.l.m. di altitudine nelle Ande;

- genere Eccremocarpus (tribù Tourrettieae).

- Gruppo 2B: la placentazione è assile; i frutti sono provvisti di setti intermedi;

- Gruppo 3A: il portamento delle specie è erbaceo, piuttosto simile a viti succulente; le infiorescenze sono delle subspighe con i fiori superiori per lo più sterili; l'ovario è 4-loculare; la superficie delle capsule è densamente ricoperta da spini uncinati, e sono provviste di 4 valve non apribili alla base;

- genere Tourrettia (tribù Tourrettieae).

- Gruppo 3B: il portamento delle specie è formato da viti legnose, alberi, arbusti o erbe erette; le infiorescenze non sono a forma di spighe e tutti i fiori sono fertili; l'ovario è biloculare; la superficie delle capsule può essere spinosa, e la deiscenza è basale per due valve;

- Gruppo 4A: il portamento di queste specie è lianoso; le foglie sono composte con all'apice una foglie modificata simile a un viticcio; i rami sono provvisti di un accrescimento secondario particolare per cui al loro interno si formano dei cilindri xilematici a più lobi; la deiscenza dei frutti è setticida (parallelamente al setto); la distribuzione di queste specie è prevalentemente relativa al Nuovo Mondo;

- tribù Bignonieae.

- Gruppo 4B: il portamento di queste specie è arboreo, arbustivo o erbaceo e non lianoso con viticci terminali; i rami non sono provvisti internamente di cilindri xilematici a più lobi; la deiscenza dei frutti è loculicida ossia perpendicolarmente al setto (ad eccezione di poche specie del Vecchio Mondo); la distribuzione di queste specie è cosmopolita;

- Gruppo 5A: la deiscenza dei frutti è setticida (parallelamente al setto);

- Gruppo 6A: gli staminoidi non sono allungati (sono lunghi come gli stami fertili);

- tribù Catalpeae: le foglie, caduche (raramente sono sempreverdi), lungo il caule hanno una disposizione opposta o verticillata per tre; la distribuzione di queste specie è cosmopolita.
- tribù Oroxyleae: le foglie lungo il caule sono disposte in modo opposto con forme pennate (con 1 - 3 paia di foglioline) oppure imparipennate; la distribuzione di queste specie è relativa all'Asia tropicale.

- Gruppo 6B: gli staminoidi sono allungati (più lunghi degli stami fertili);

- tribù Jacarandeae.

- Gruppo 5B: la deiscenza dei frutti è loculicida (perpendicolarmente al setto);

- tribù Tecomeae:

- Gruppo 1B: il portamento delle specie è arbustivo, arboreo o lianoso;

- tribù Coleeae: le foglie hanno la lamina pennata composta o articolata o raramente semplice; le infiorescenze sono costituite da pochi fiori in strutture tipo tirso sia ascellari che terminali; la distribuzione di queste specie è relativa all'Africa e Madagascar.
- tribù Crescentieae: le foglie hanno la lamina palmata composta o semplice; le infiorescenze sono da cauliflore a terminali; la distribuzione di queste specie è relativa all'areale neotropicale.

### Generi e specie della flora italiana
Nella flora spontanea italiana di questa famiglia sono presenti solamente due specie:
- Catalpa bignonioides Walt. (tribù Catalpeae) presente nell'Italia del Nord. In genere è coltivata per ornamento, altrimenti è considerata subspontanea.[9][10]
- Campsis radicans (L.) Seem. (tribù tecomeae) presente in Italia settentrionale e Lazio. In genere è coltivata per ornamento, altrimenti è considerata subspontanea.[11] Nella "Flora d'Italia" di Sandro Pignatti questa pianta è indicata come Tecoma radicans (L.) Juss.[12]

## Usi
Per merito dei fiori grandi, vistosi e colorati, molte specie di questa famiglia sono coltivate nei giardini europei a scopo ornamentale (Bignonia, Campsis, Catalpa, Incarvillea, Jacaranda, Tecoma, Adenocalymma, Eccremocarpus, Crescentia, e altri ancora...). Mentre altre piante di questa famiglia sono importanti per il legno pregiato (legno di palissandro ricavato dalla specie Jacaranda brasiliensis), oppure per il legno chiamato "ebano verde" della specie Tecoma leucoxylon; anche la specie Bignonia uliginosa produce un legno che ha il grande pregio di non fendersi oppure la specie Spathodea campanulata che produce un legno inattaccabile dalle termiti e da altri insetti xilofagi. Altri usi si ha nella produzione della carta sottile o per le traversine ferroviarie. Anche la medicina utilizza molte proprietà di queste piante.

## Alcune specie

### Tribù Bignonieae

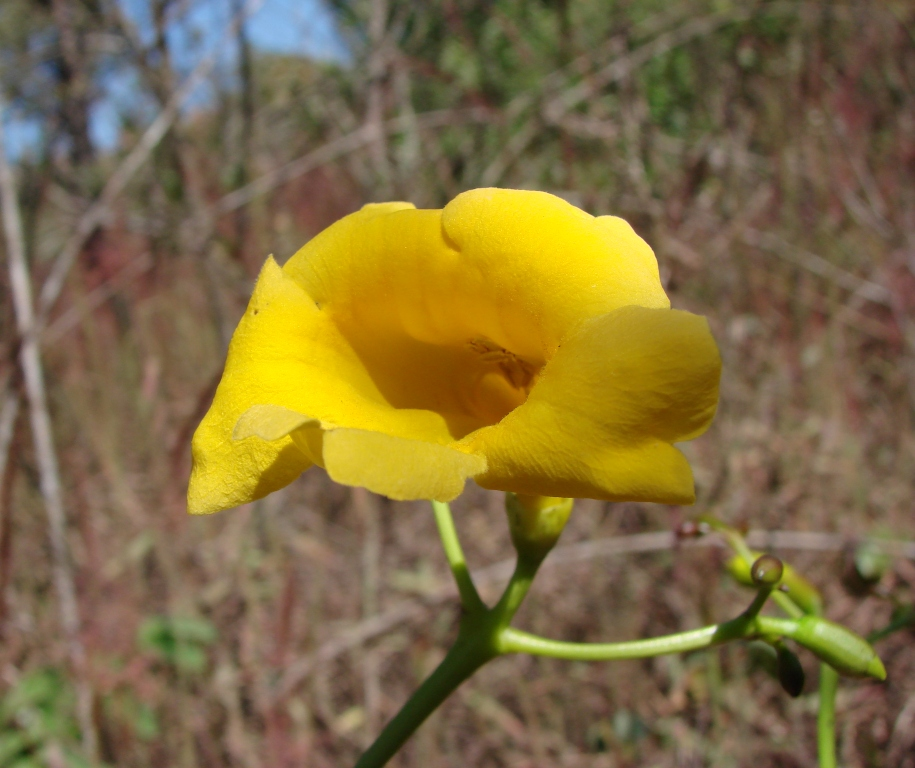
Adenocalymma peregrinum
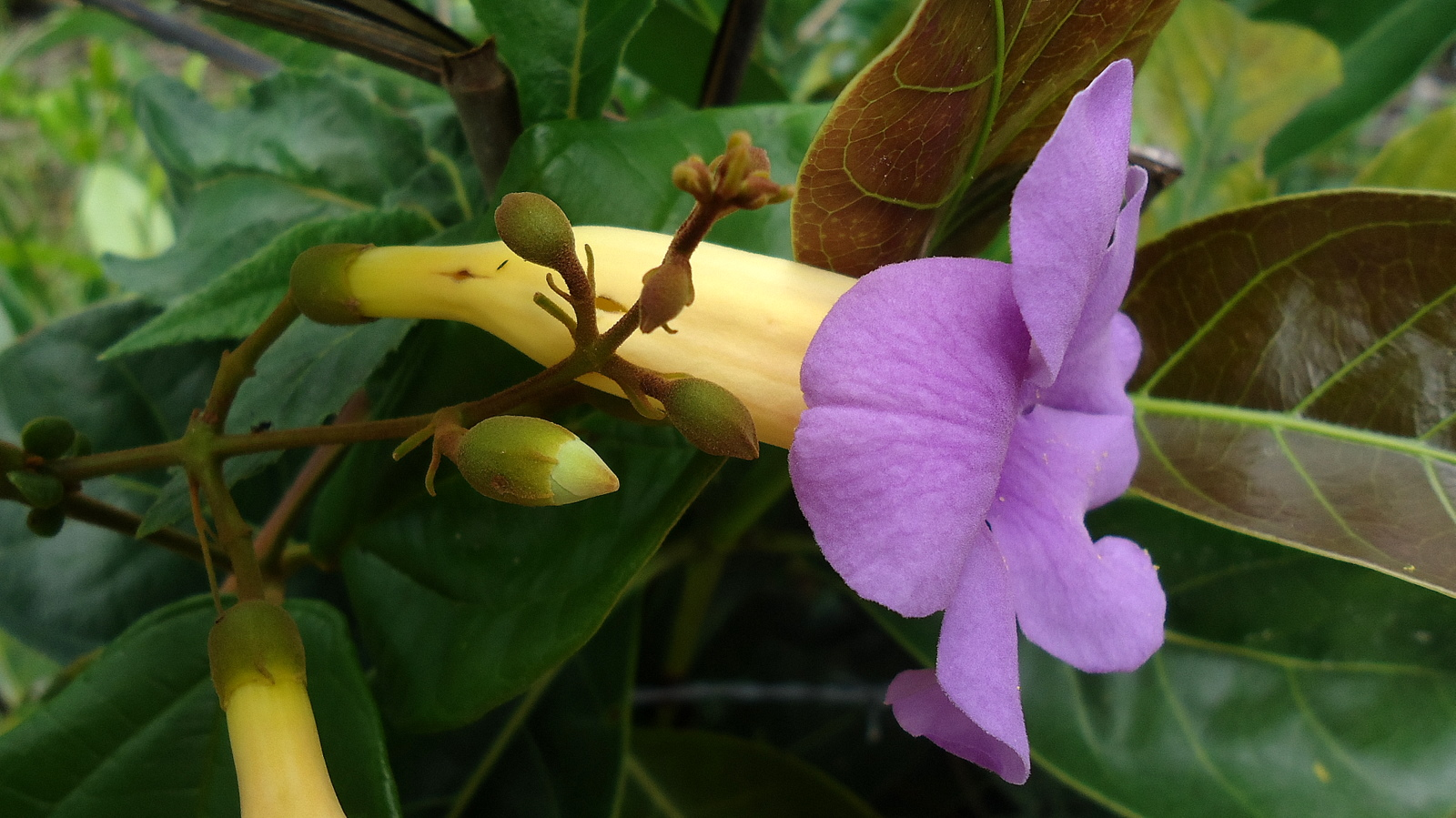
Amphilophium scabriusculum
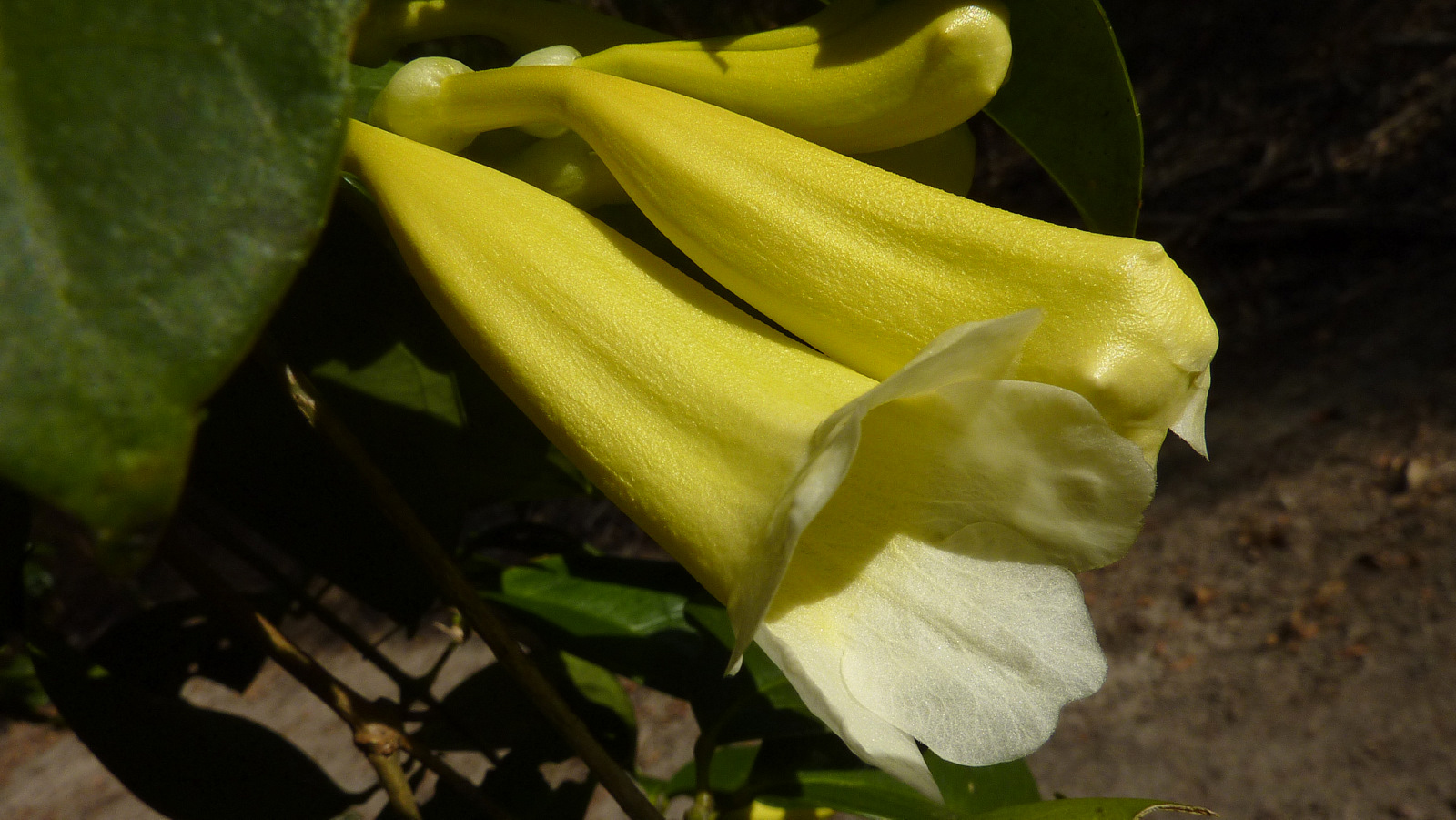
Anemopaegma citrinum
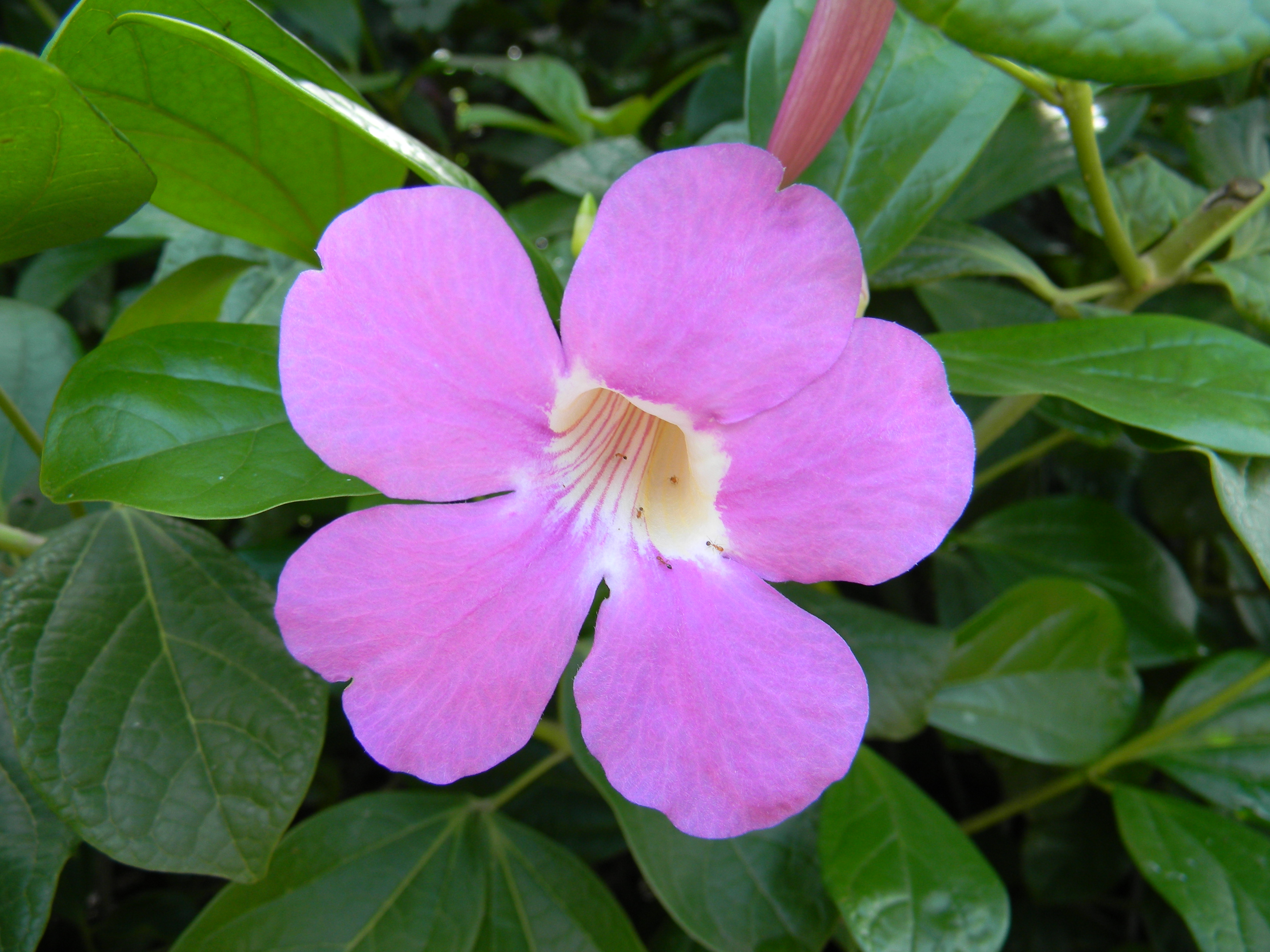
Bignonia magnifica
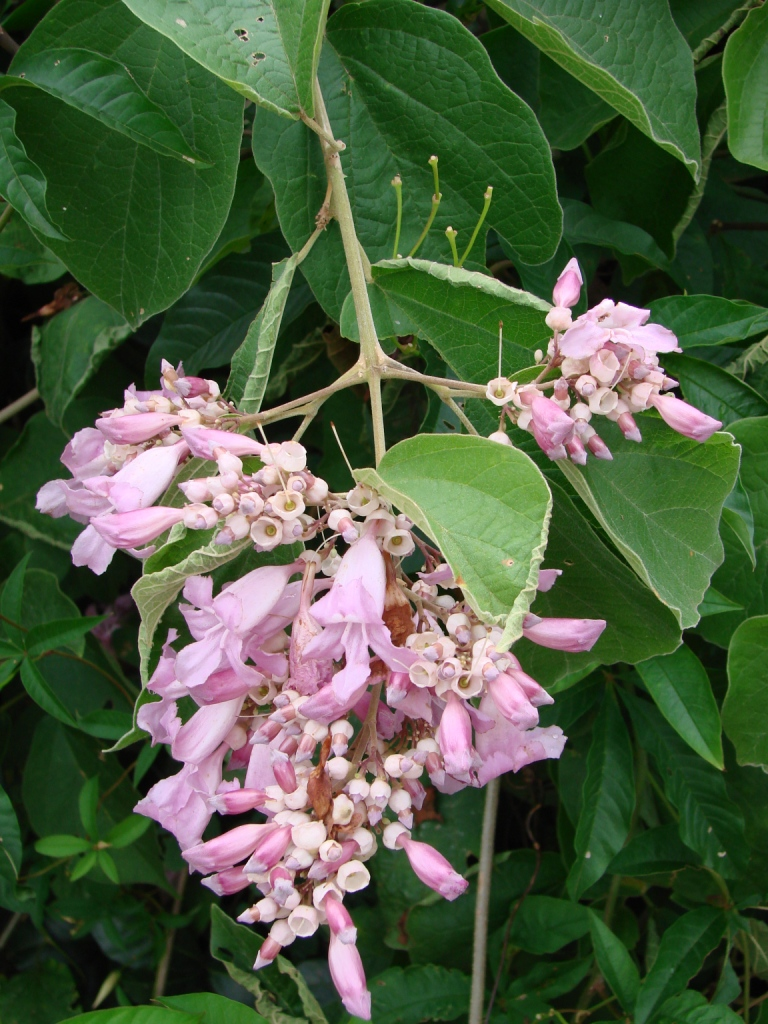
Cuspidaria floribunda
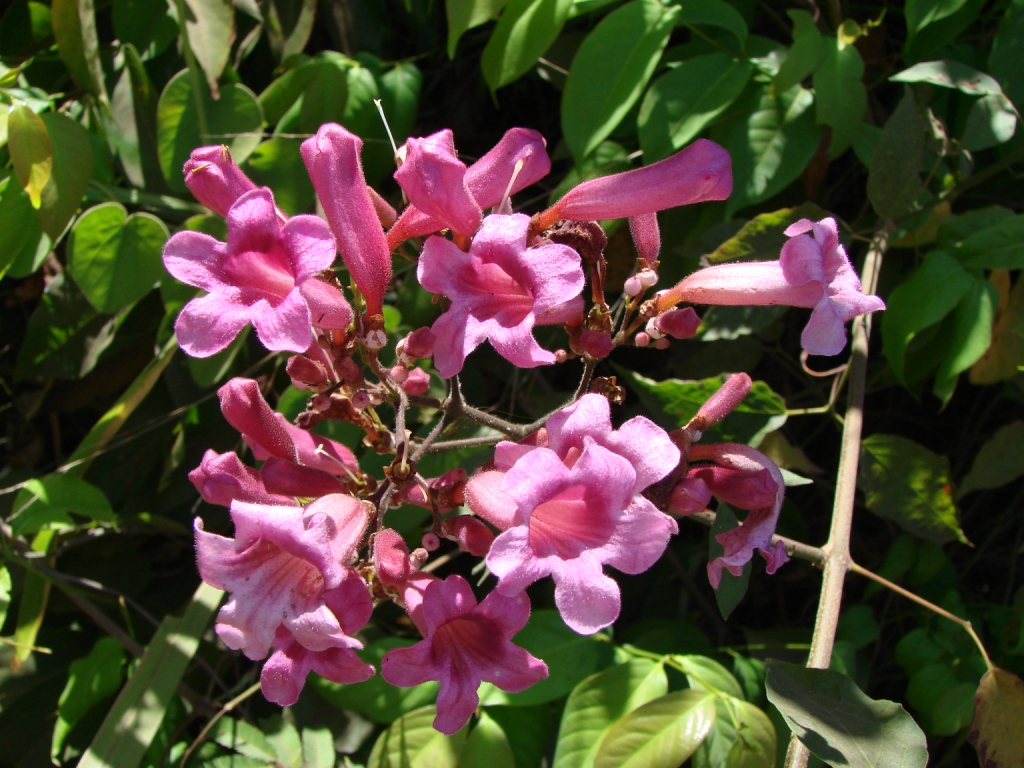
Fridericia chica
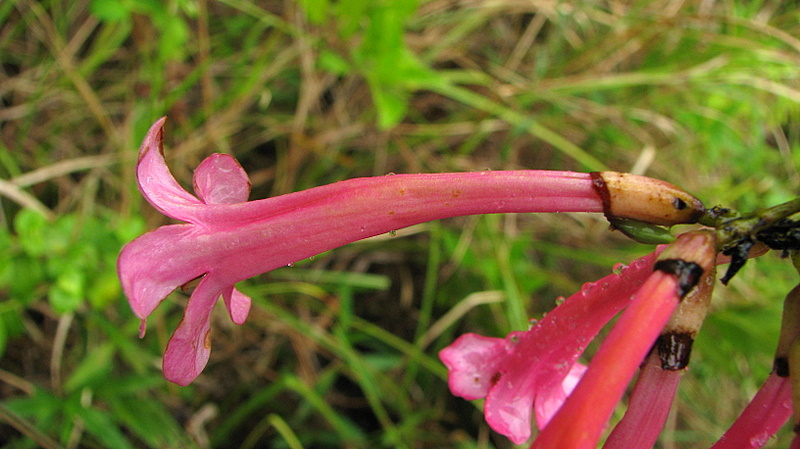
Lundia cordata
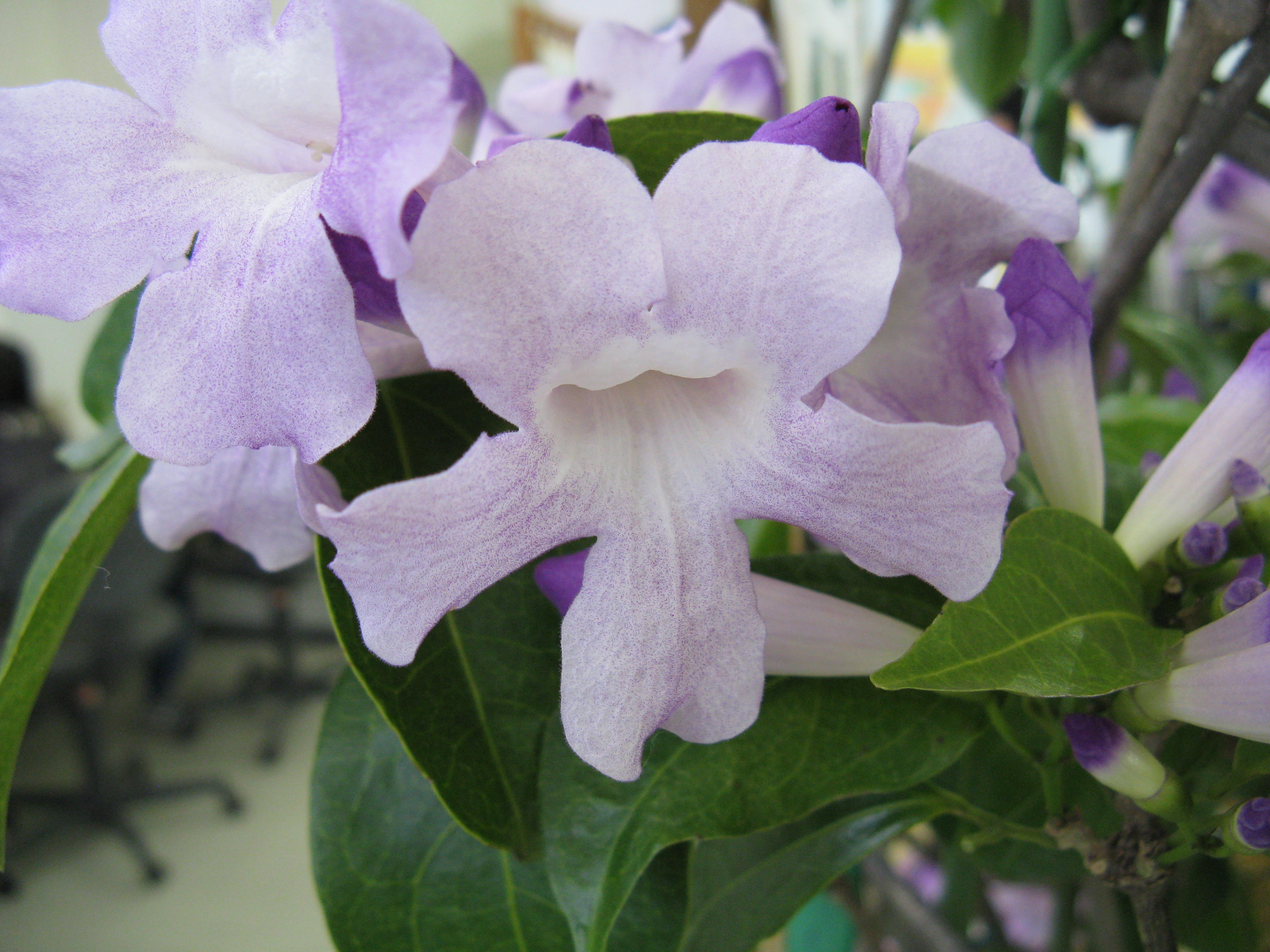
Mansoa alliacea
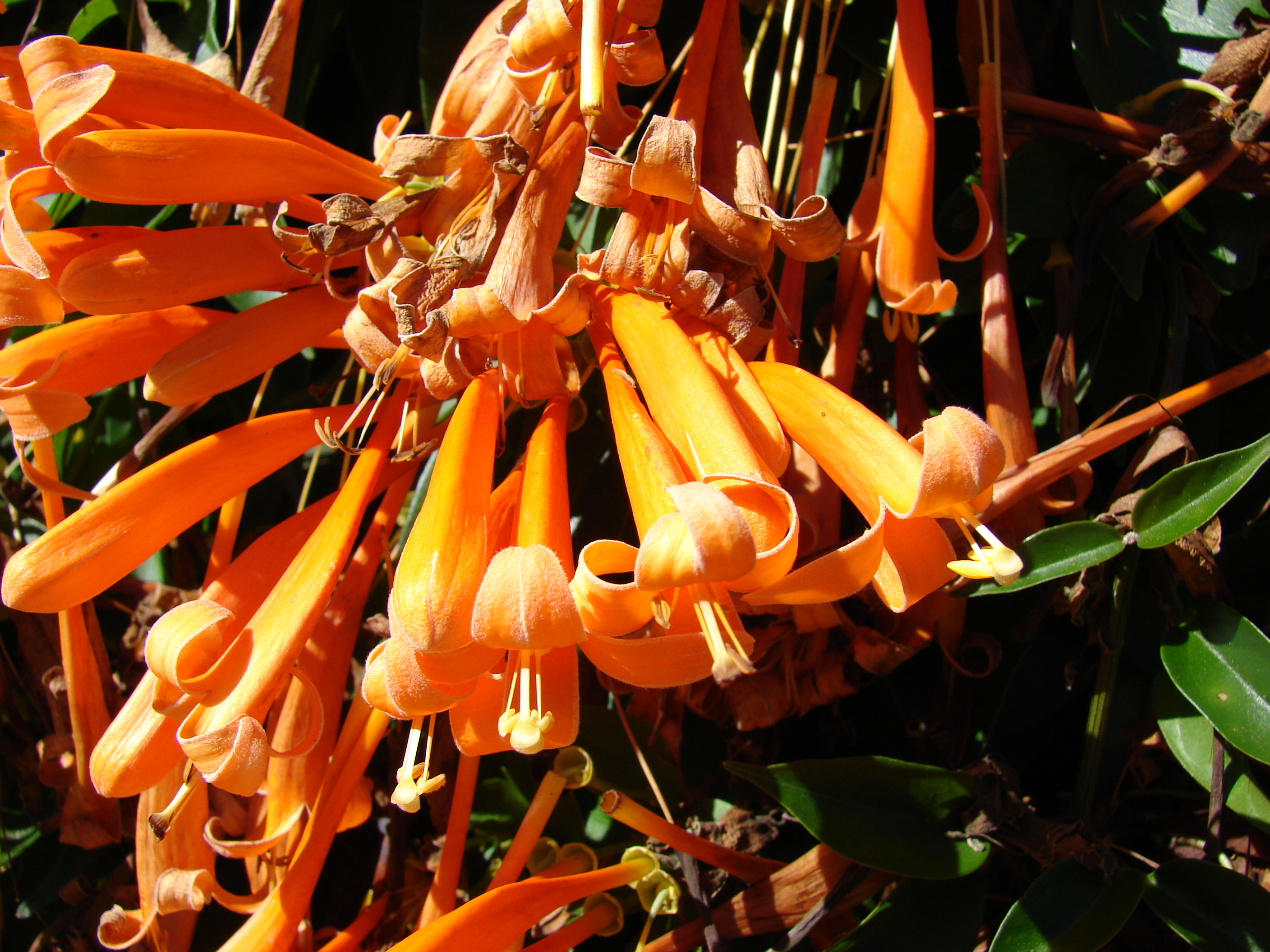
Pyrostegia venusta
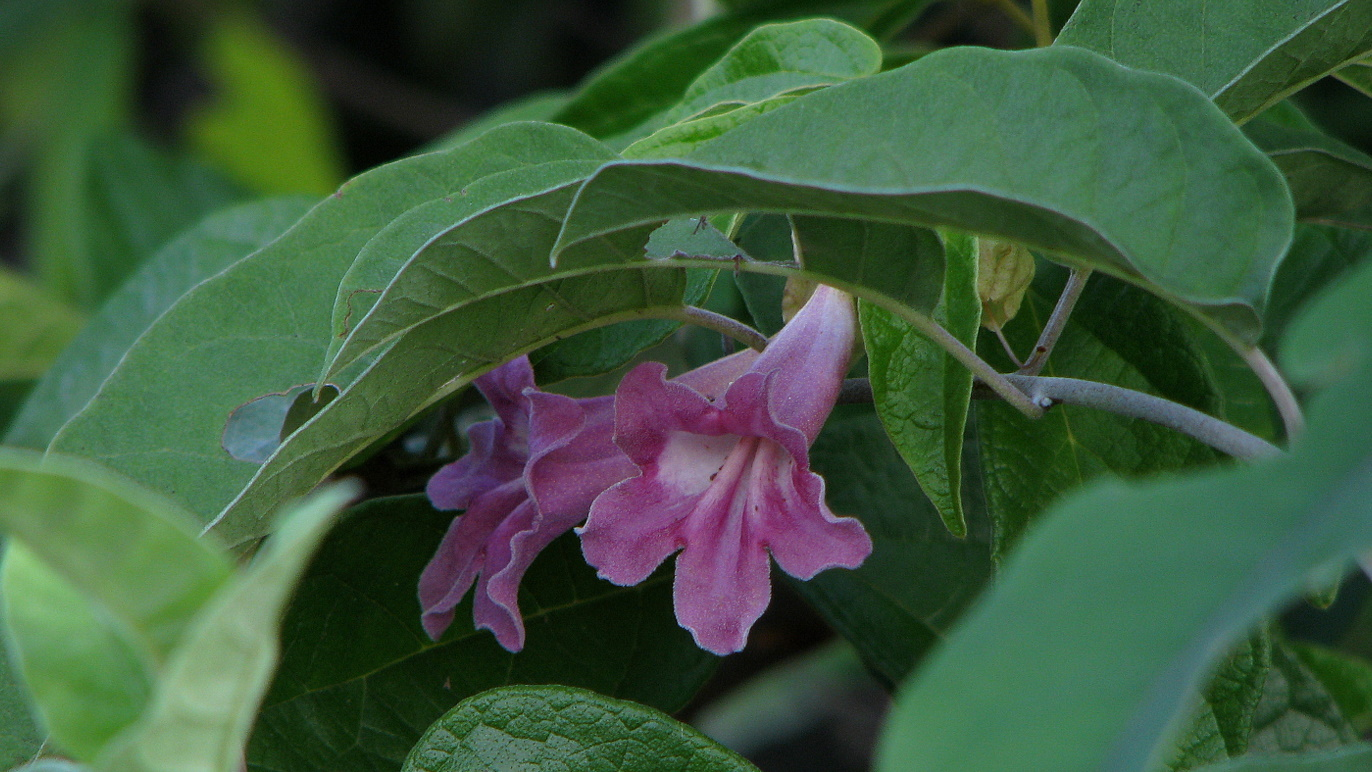
Stizophyllum riparium
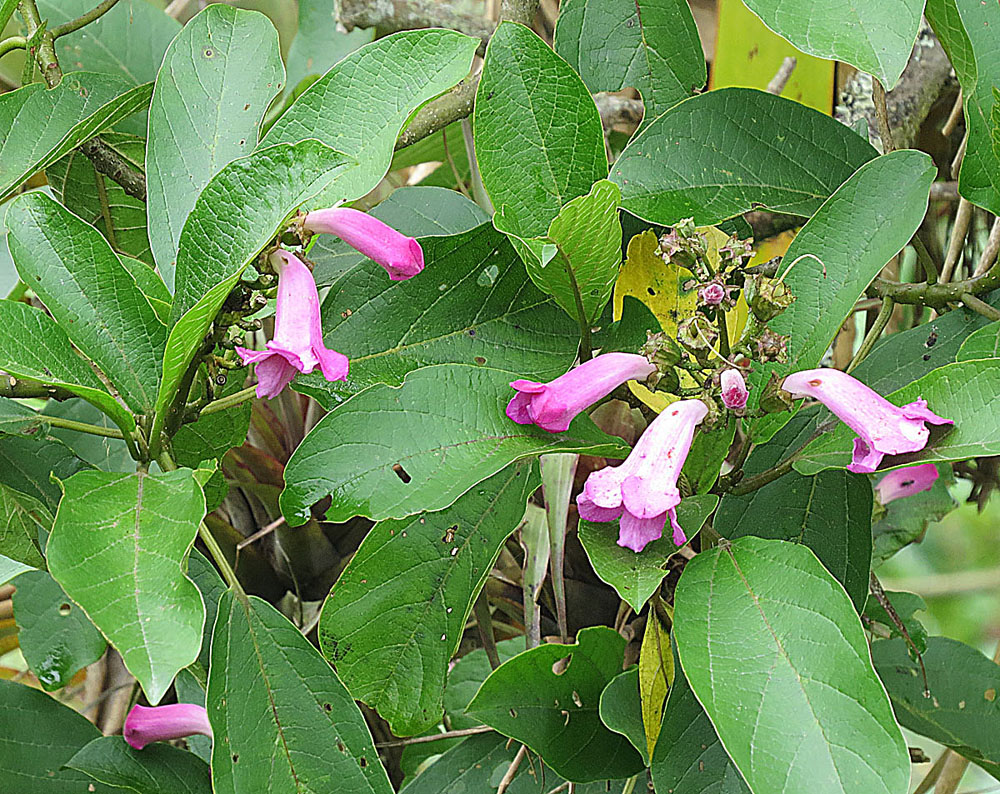
Tanaecium pyramidatum

### Tribù Catalpeae

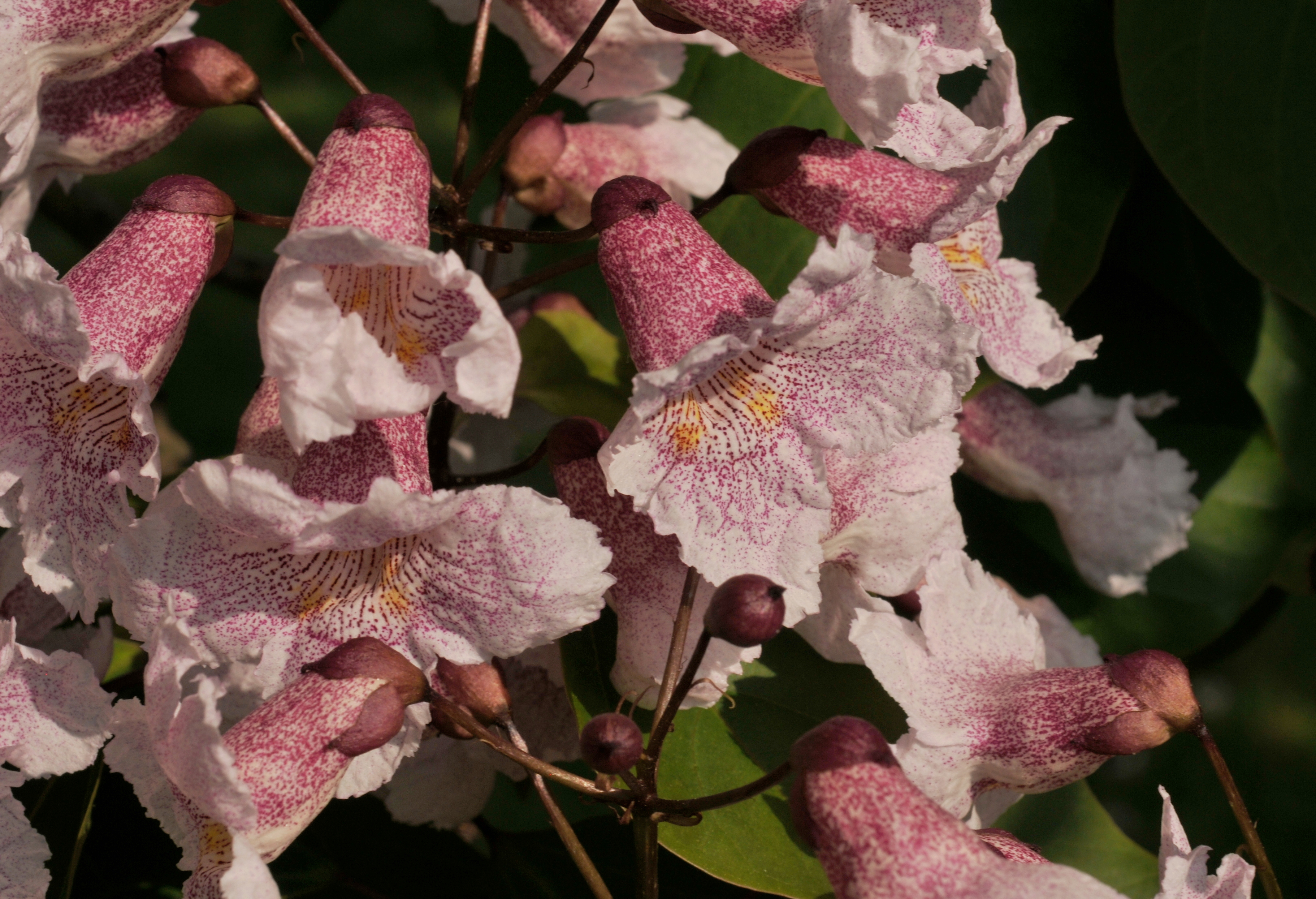
Catalpa bungei
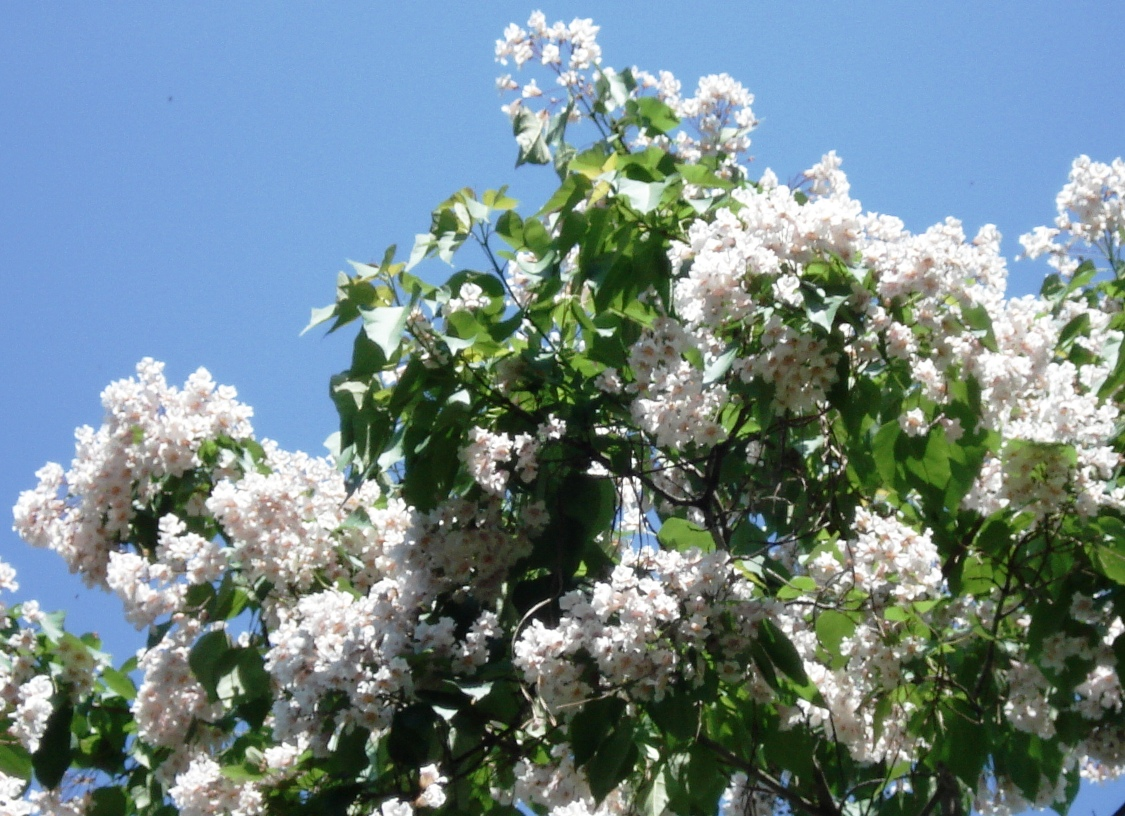
Catalpa fargesii
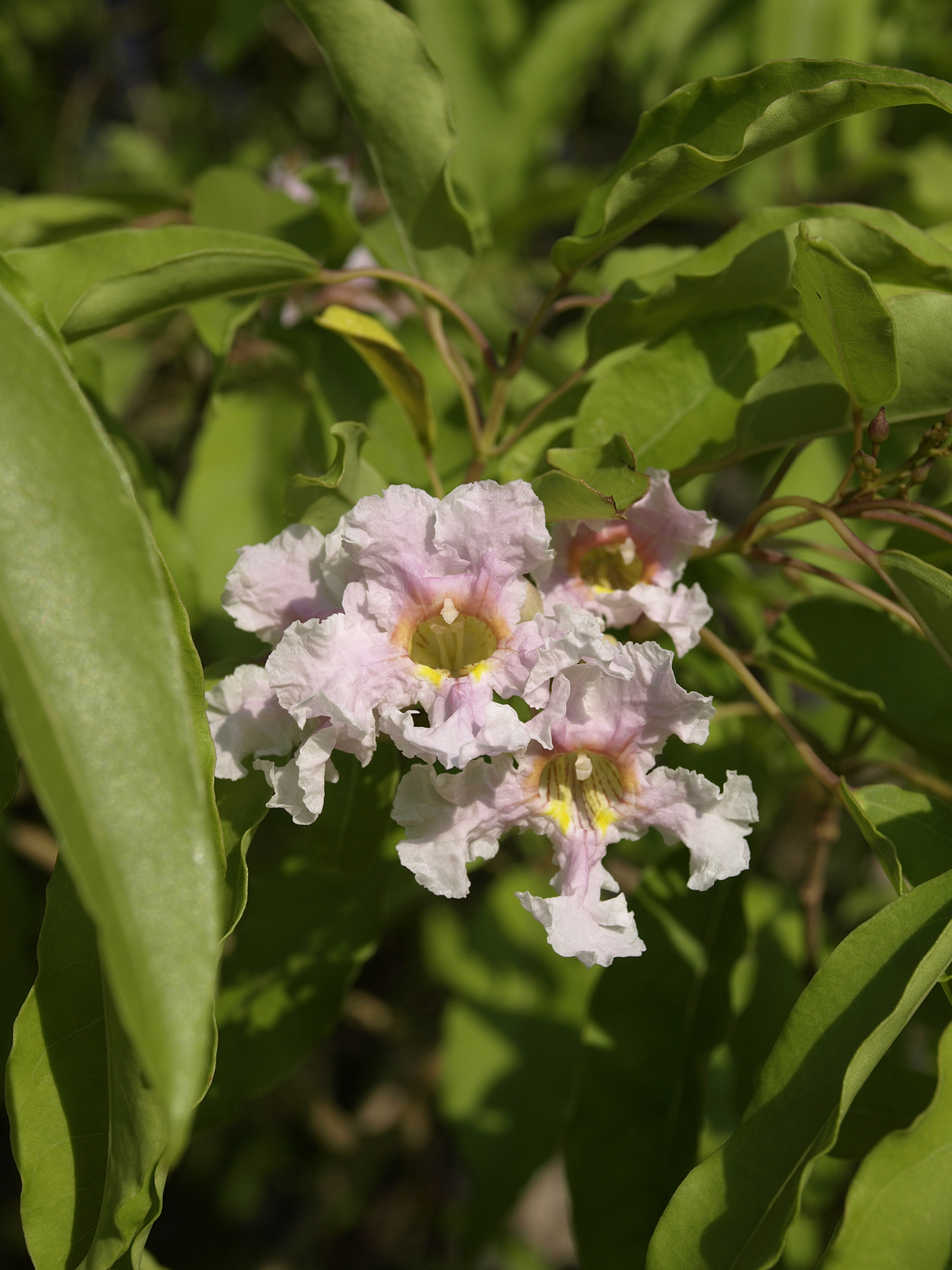
Catalpa longissima
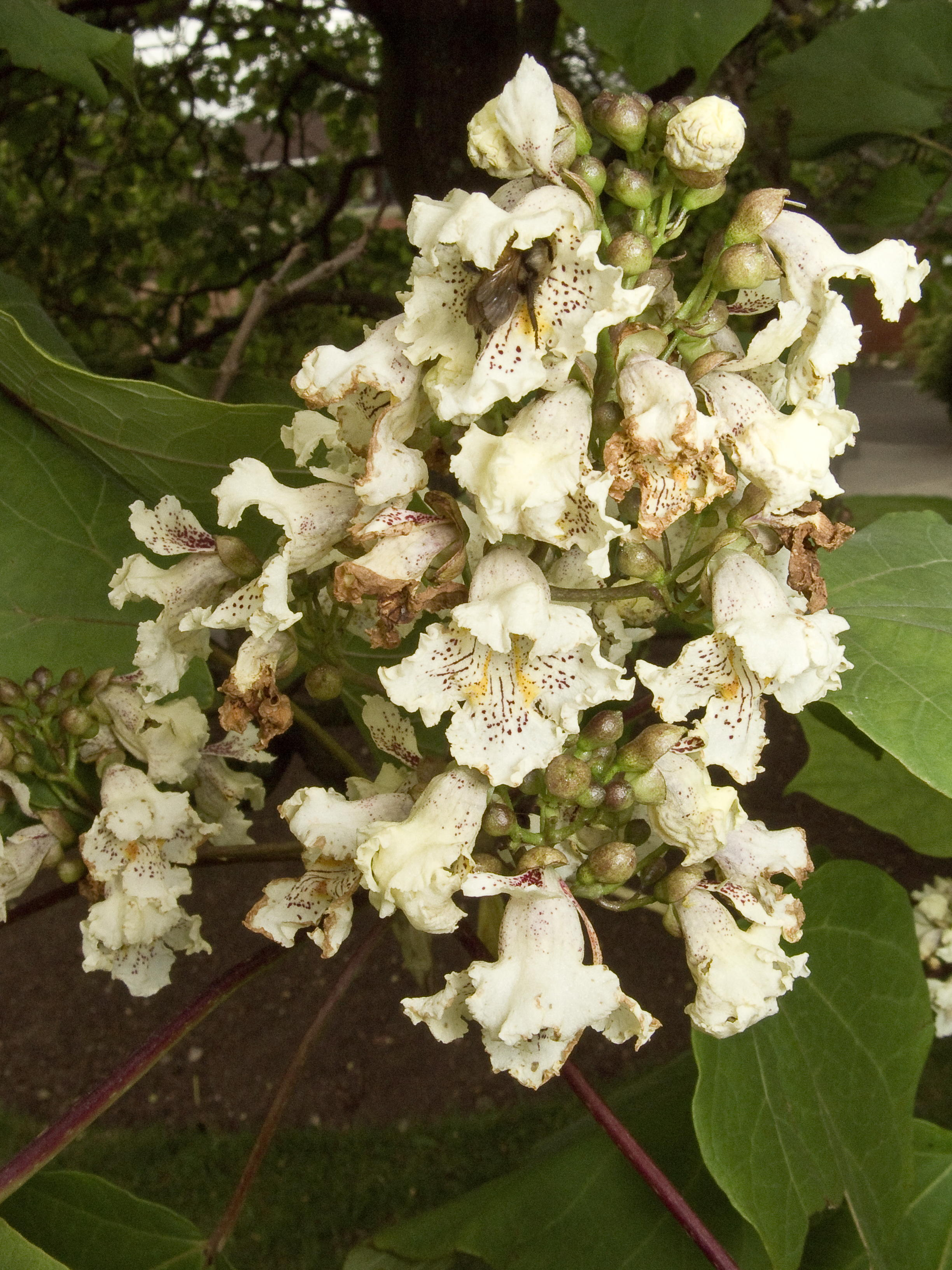
Catalpa ovata
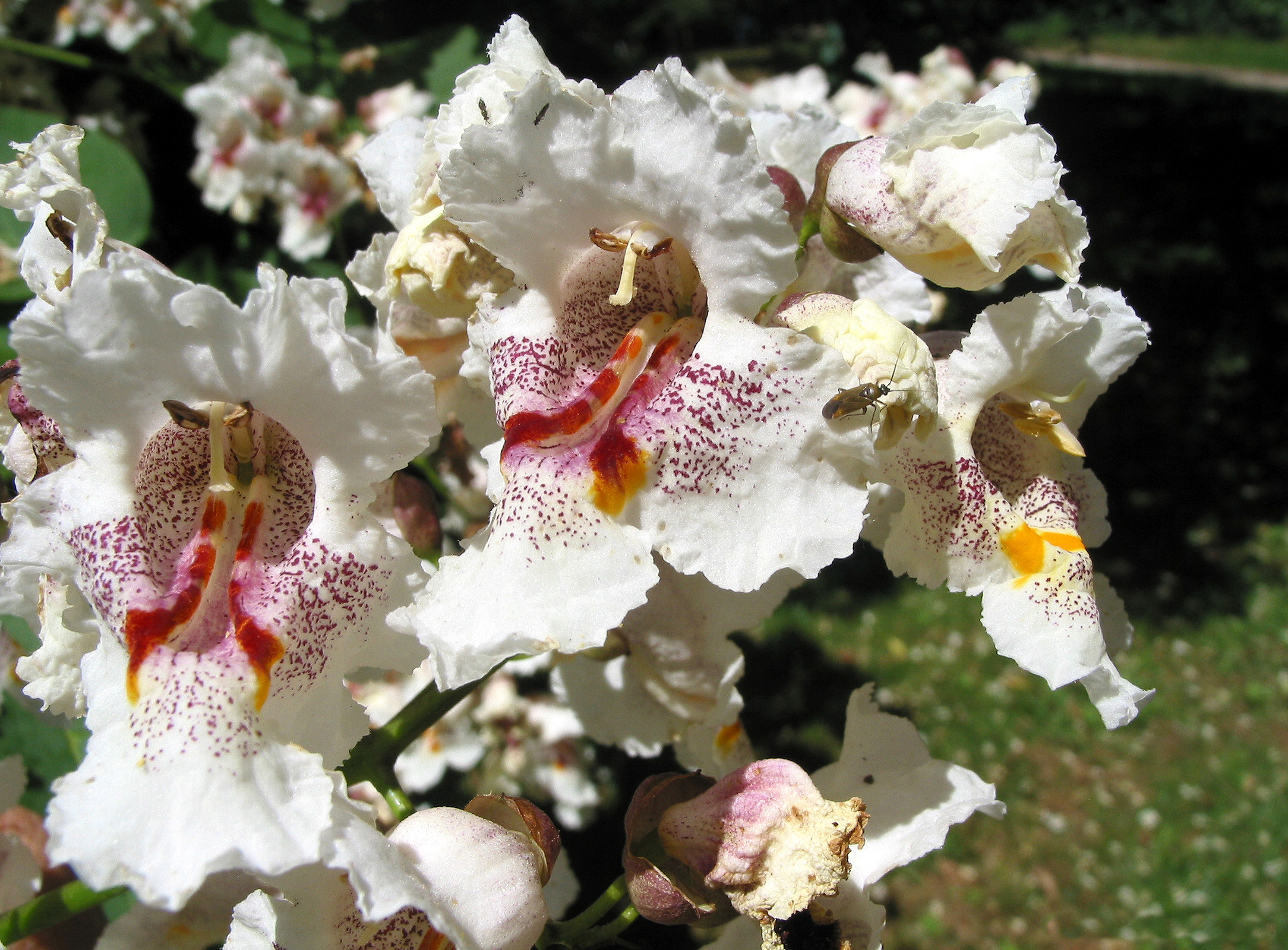
Catalpa speciosa

### Tribù Coleeae

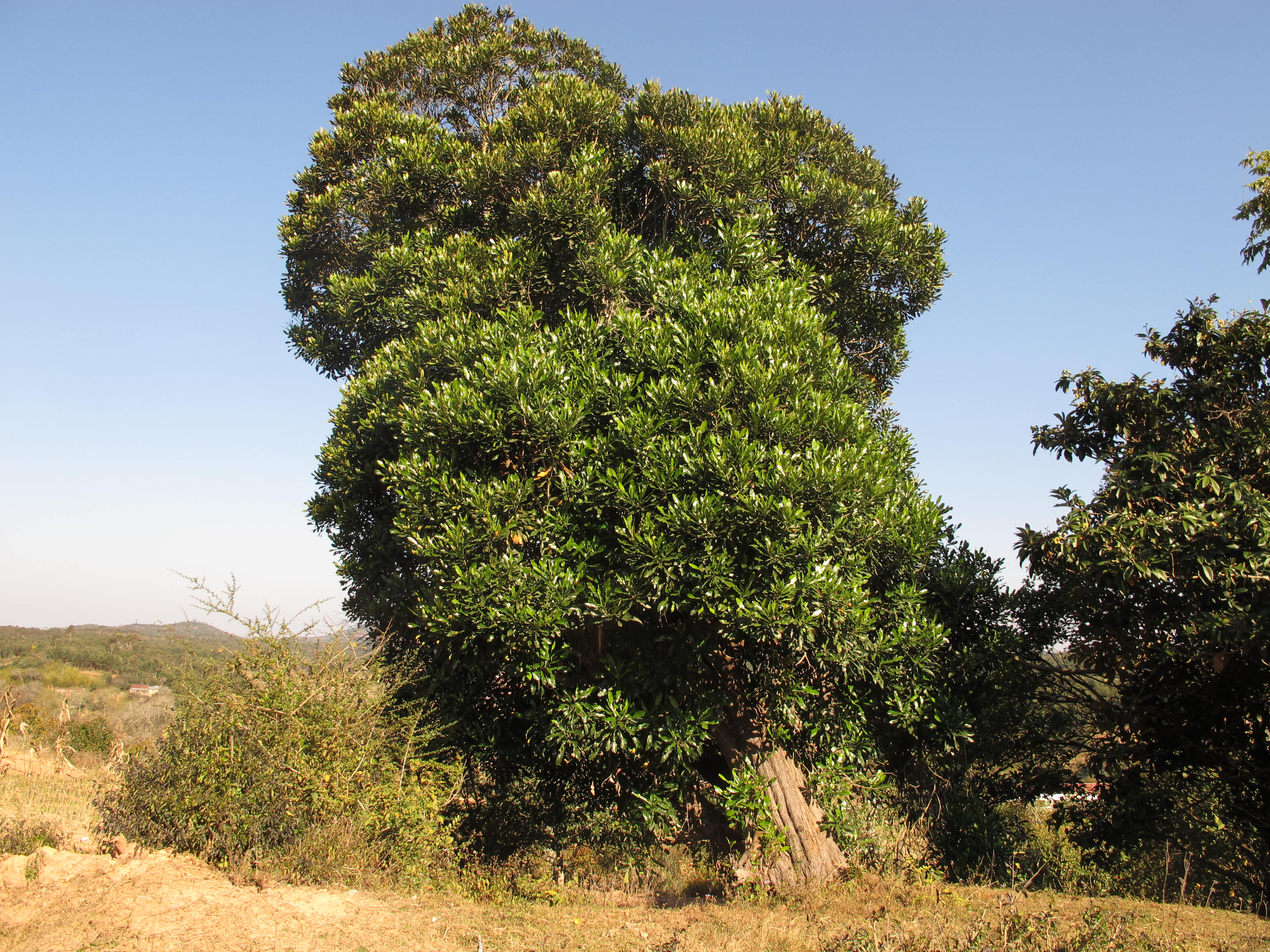
Phyllarthron madagascariensis
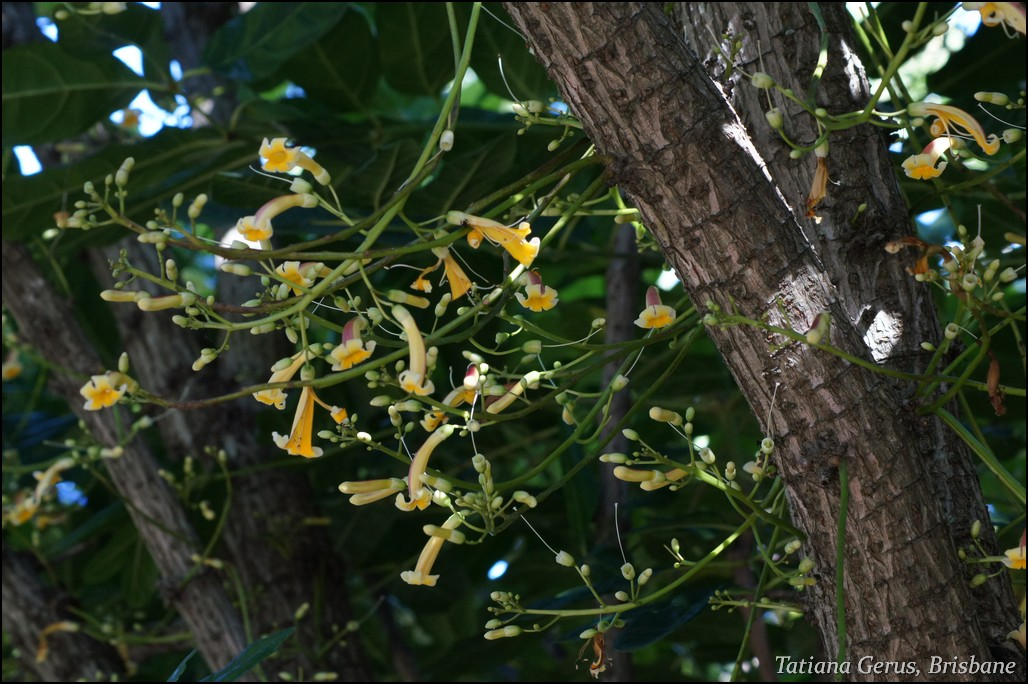
Colea seychellarum
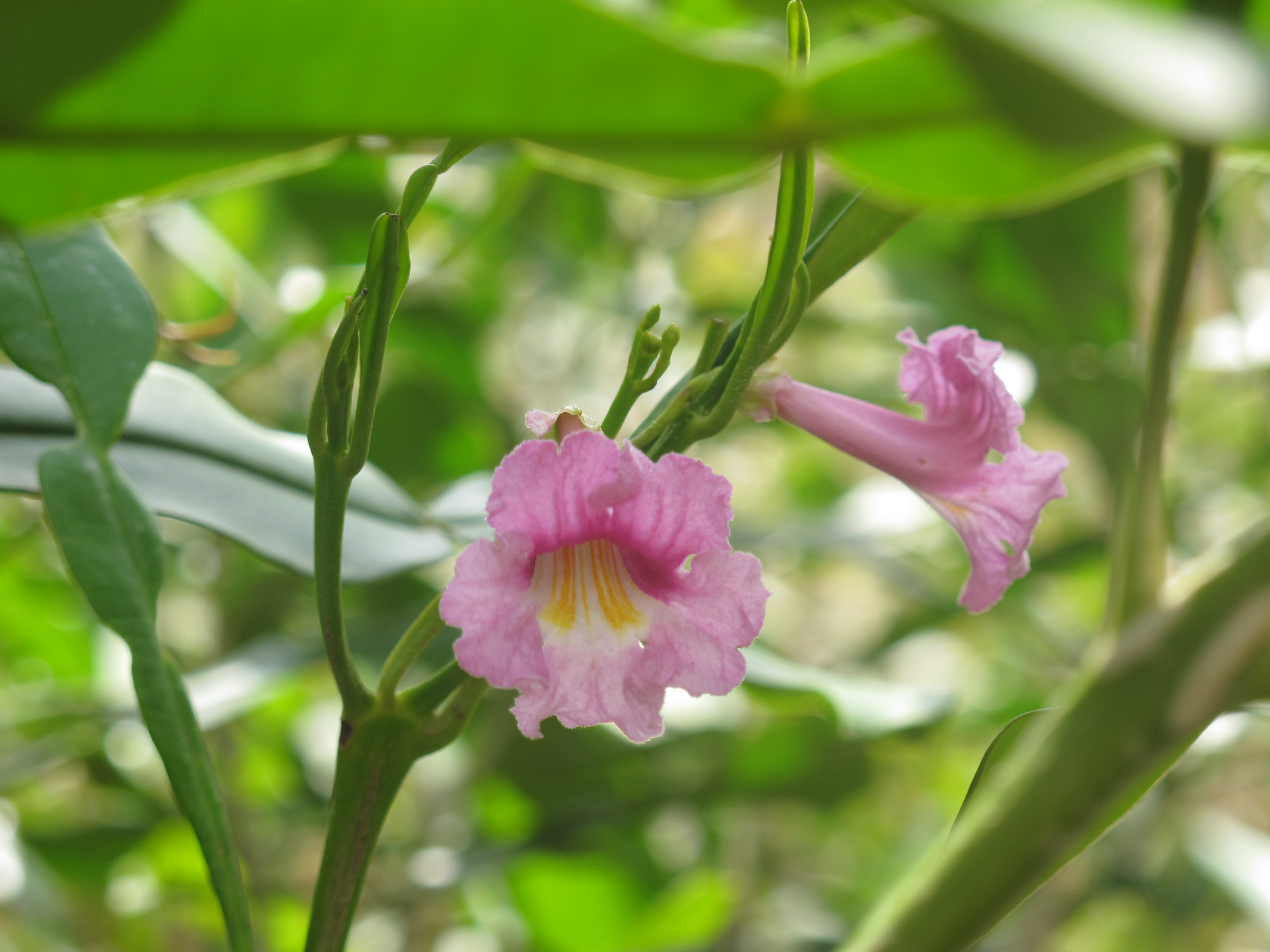
Phyllarthron madagascariensis

### Tribù Crescentieae

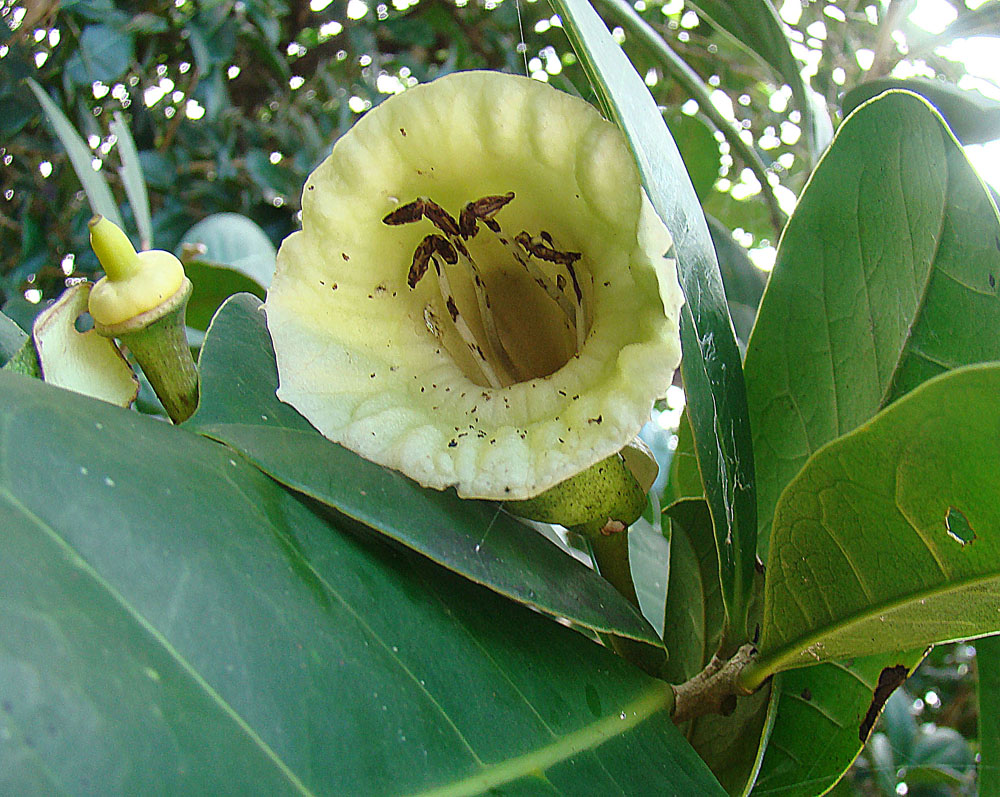
Amphitecna latifolia
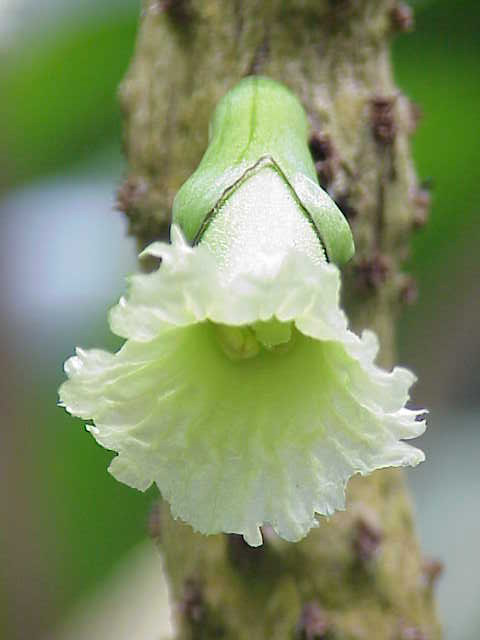
Amphitecna macrophylla
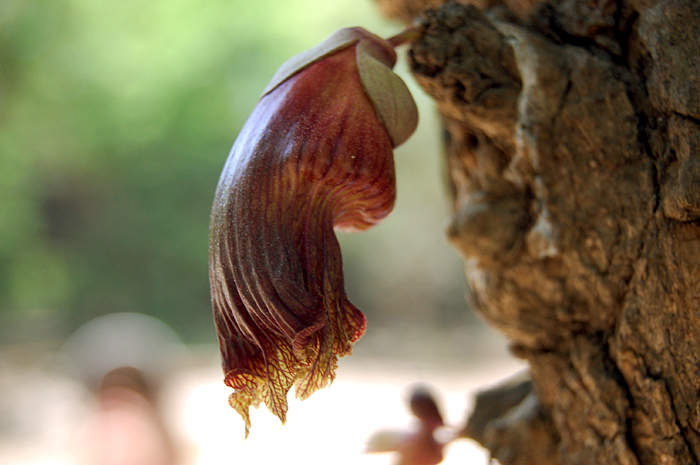
Crescentia alata
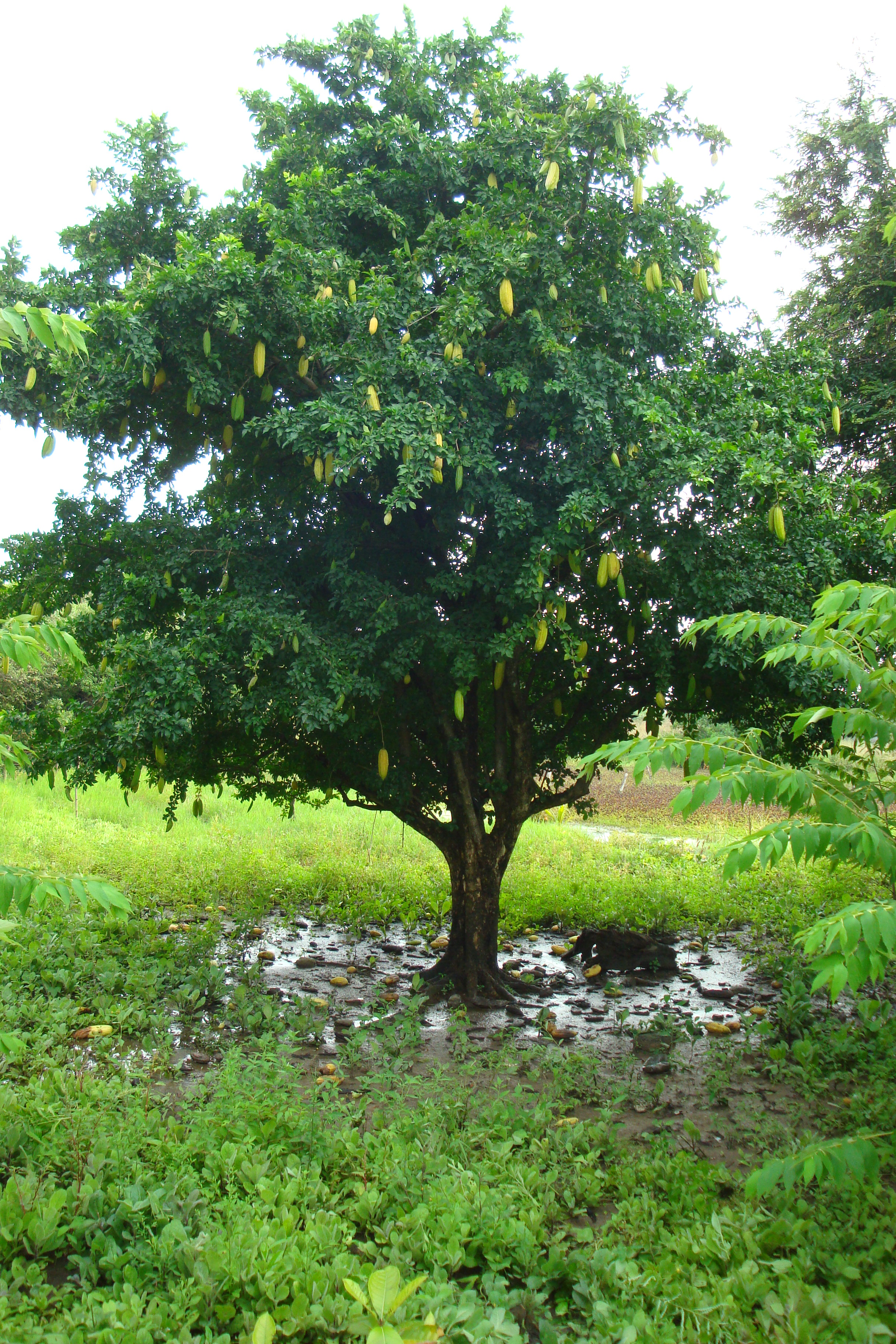
Parmentiera aculeata
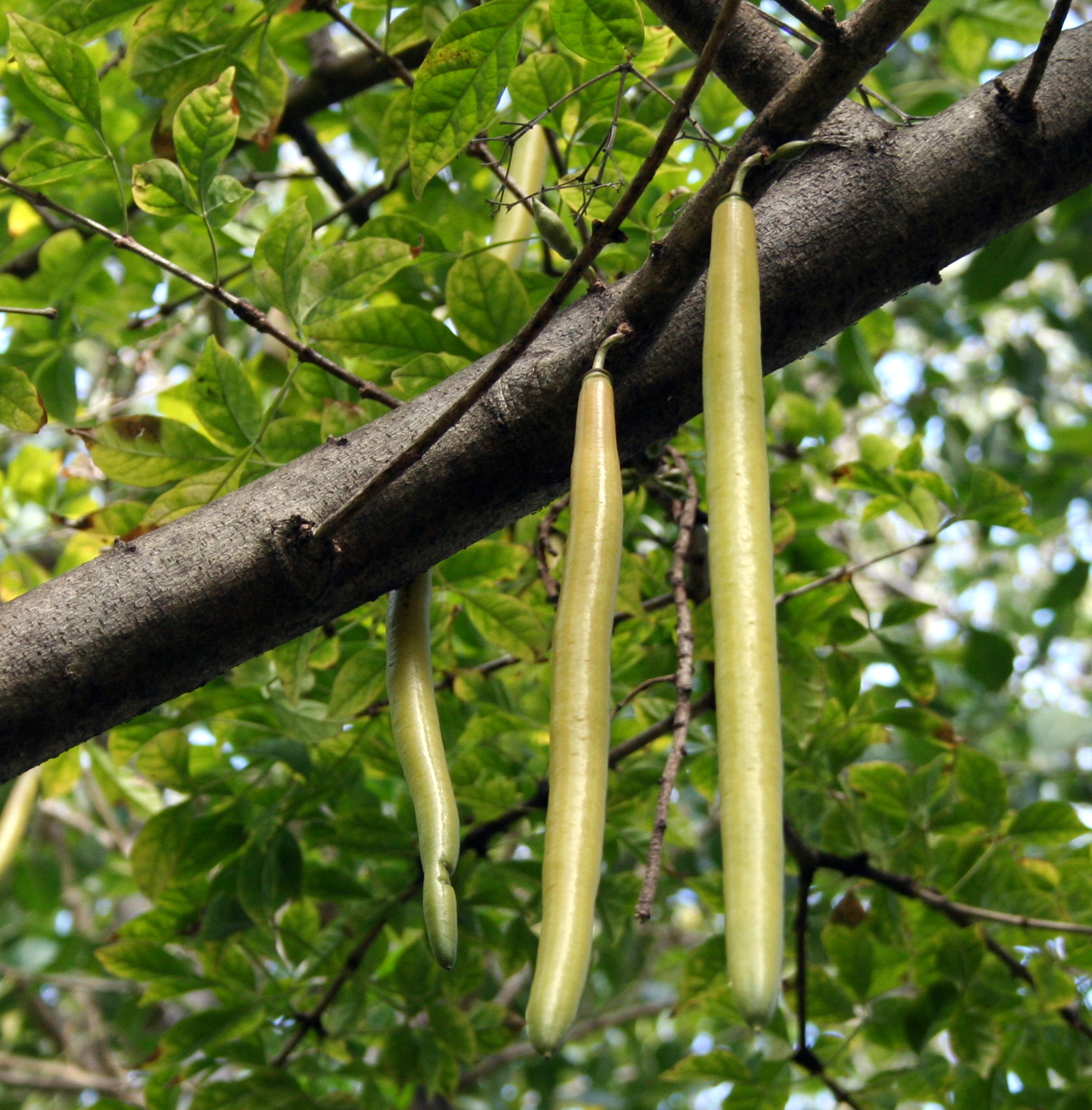
Parmentiera cereifera

### Tribù Jacarandeae

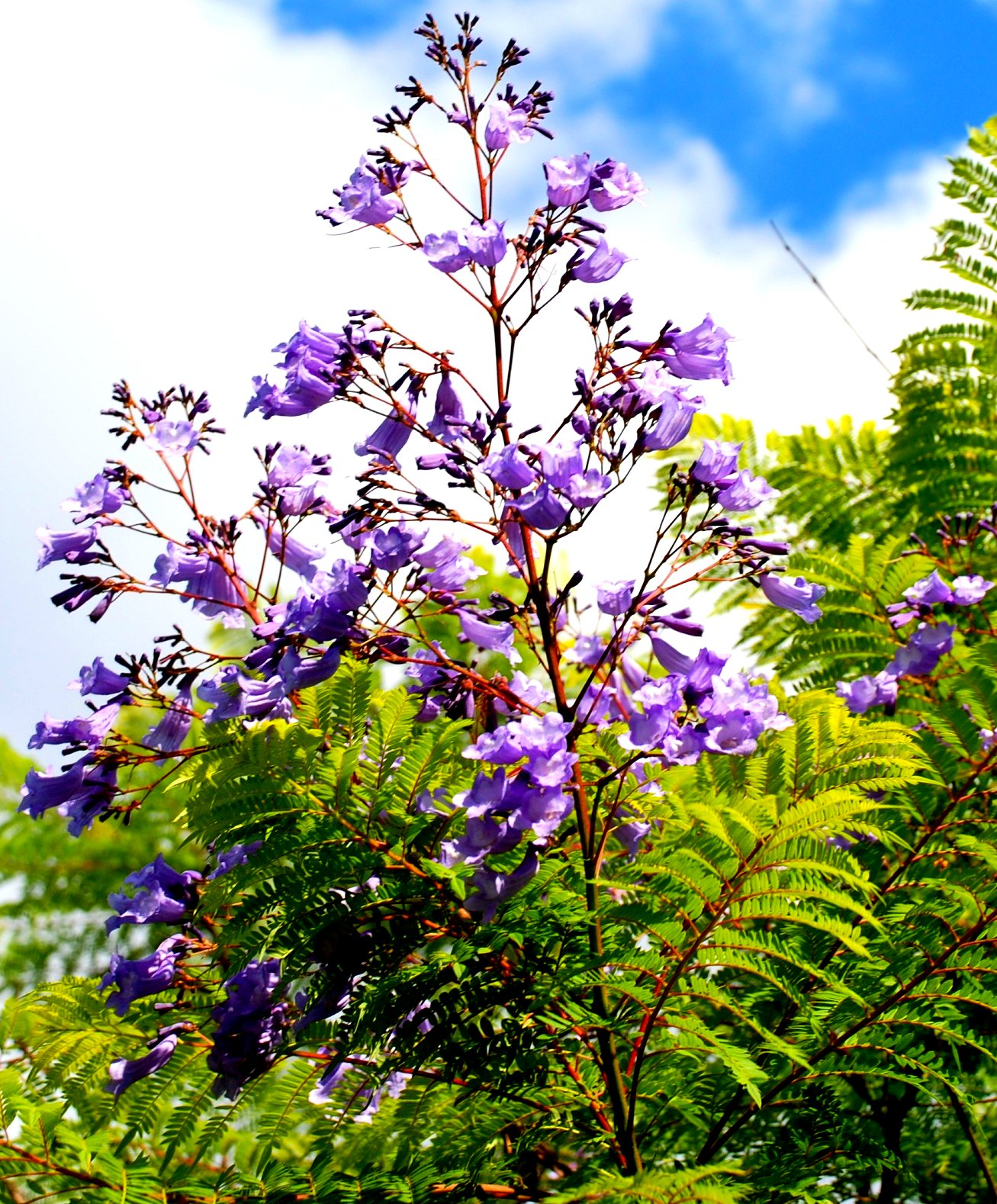
Jacaranda brasiliana
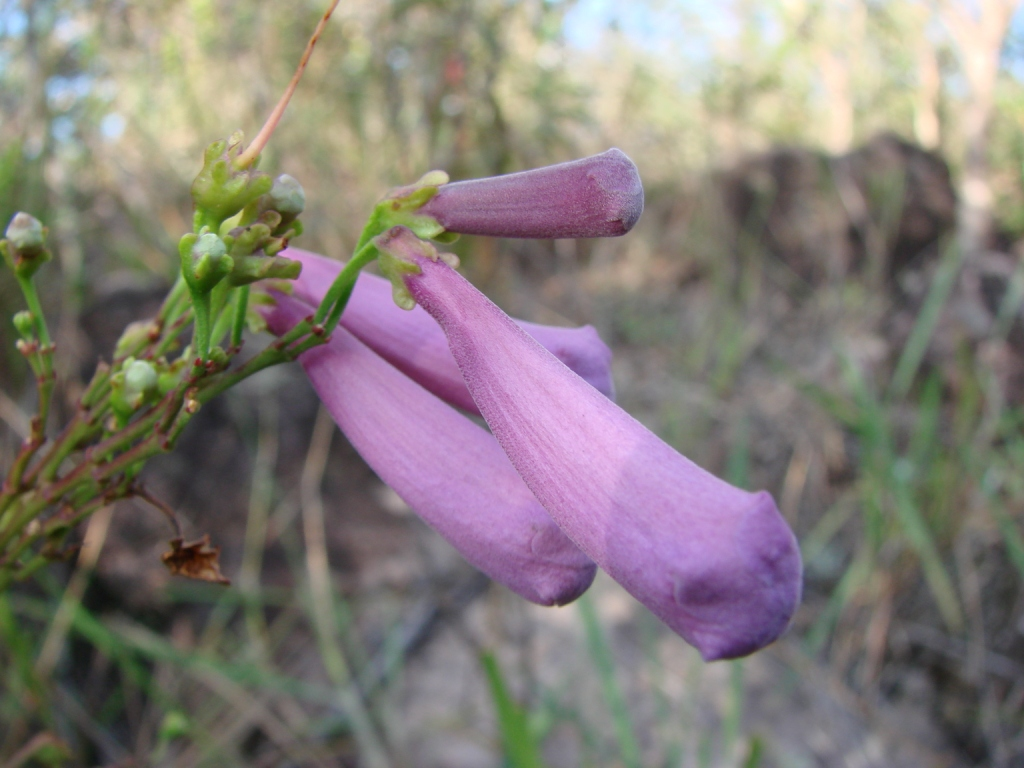
Jacaranda irwinii
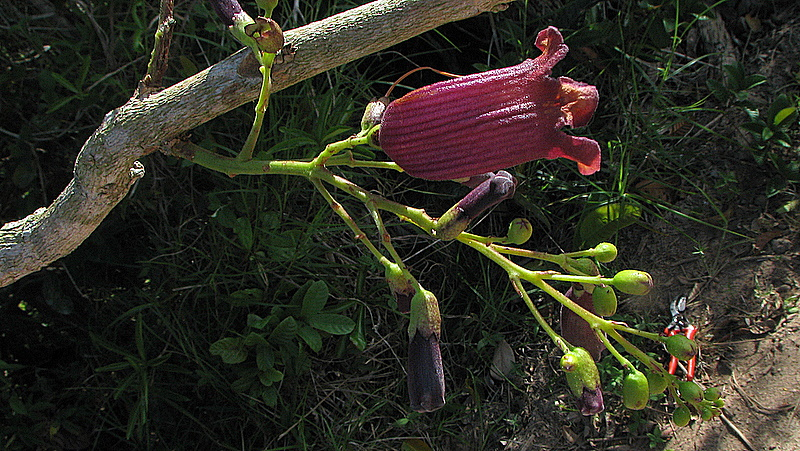
Jacaranda jasminoides
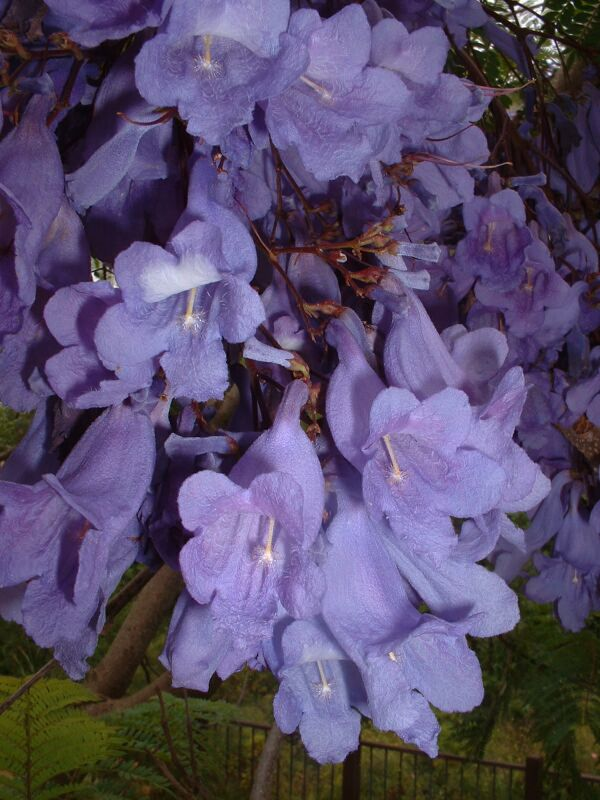
Jacaranda mimosifolia

### Tribù Oroxyleae

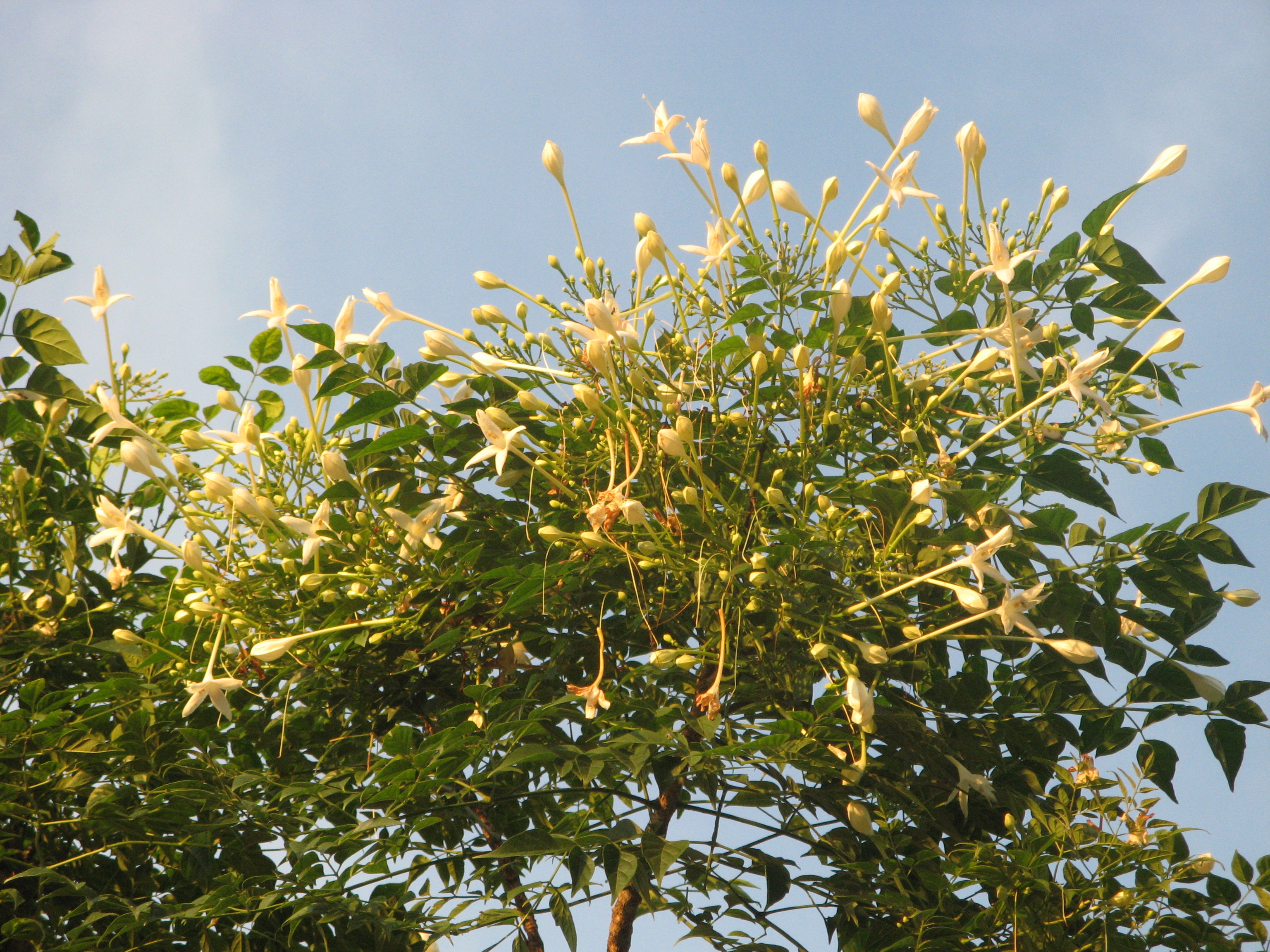
Millingtonia hortensis
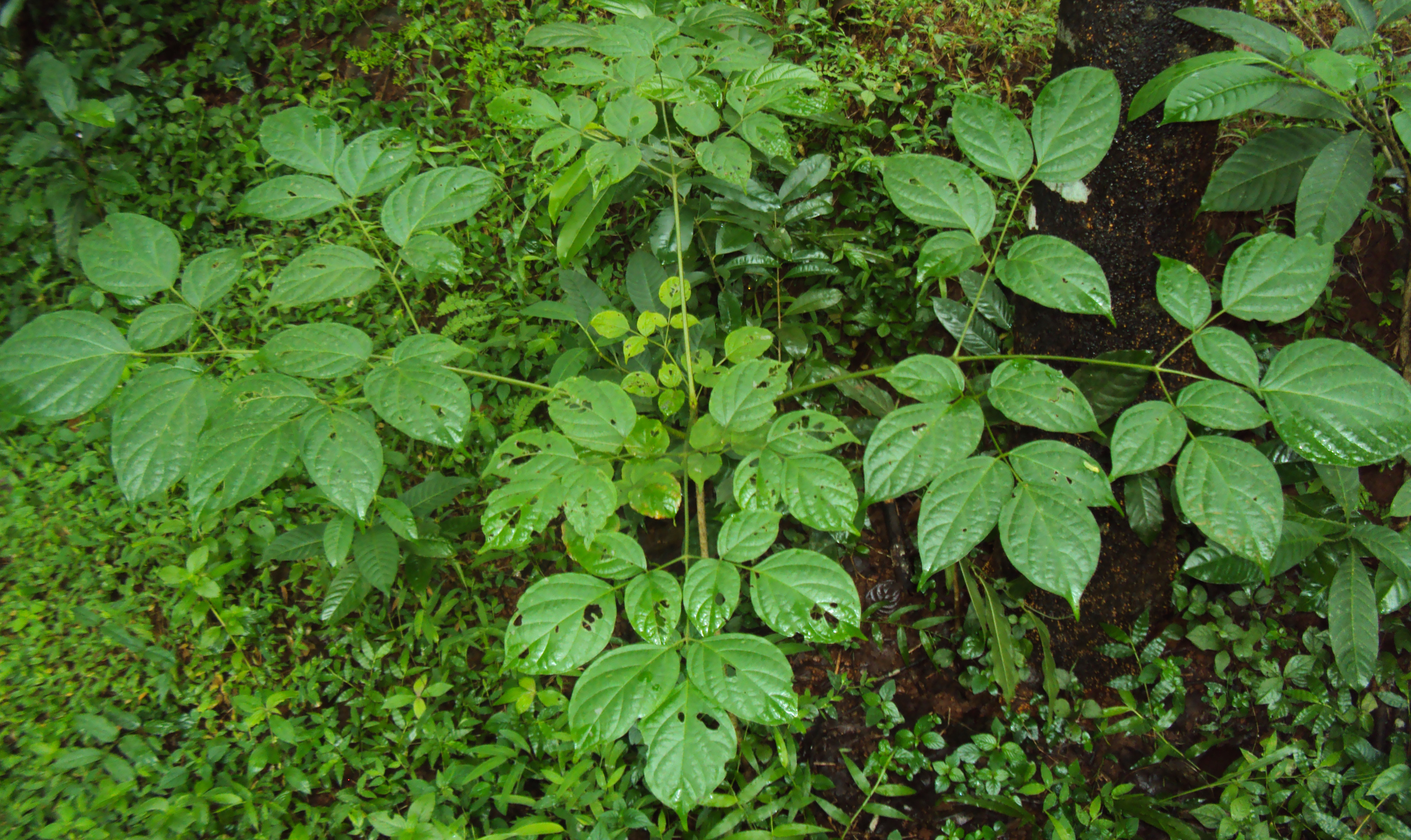
Oroxylum indicum
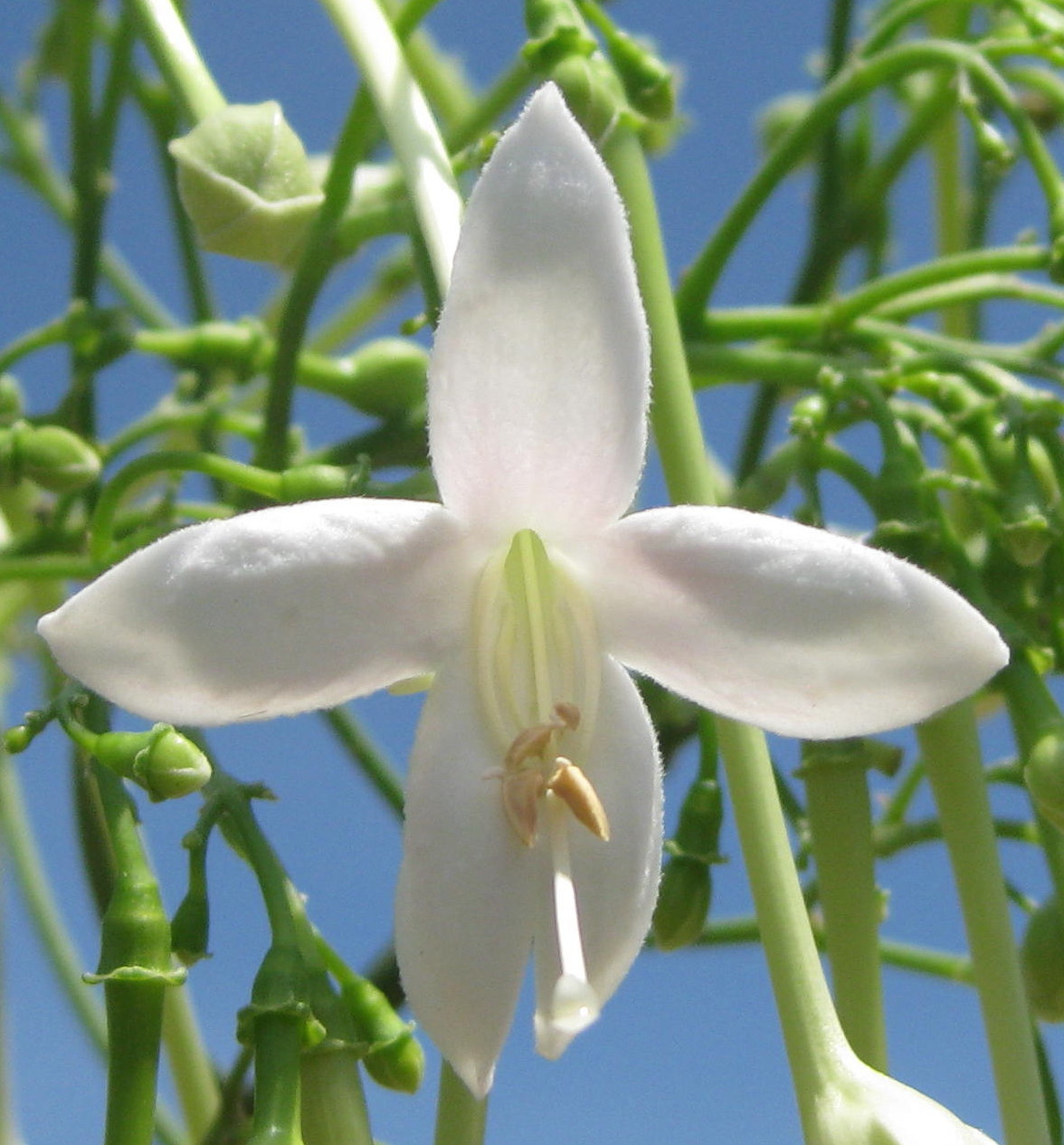
Millingtonia hortensis

### Tribù Tecomeae

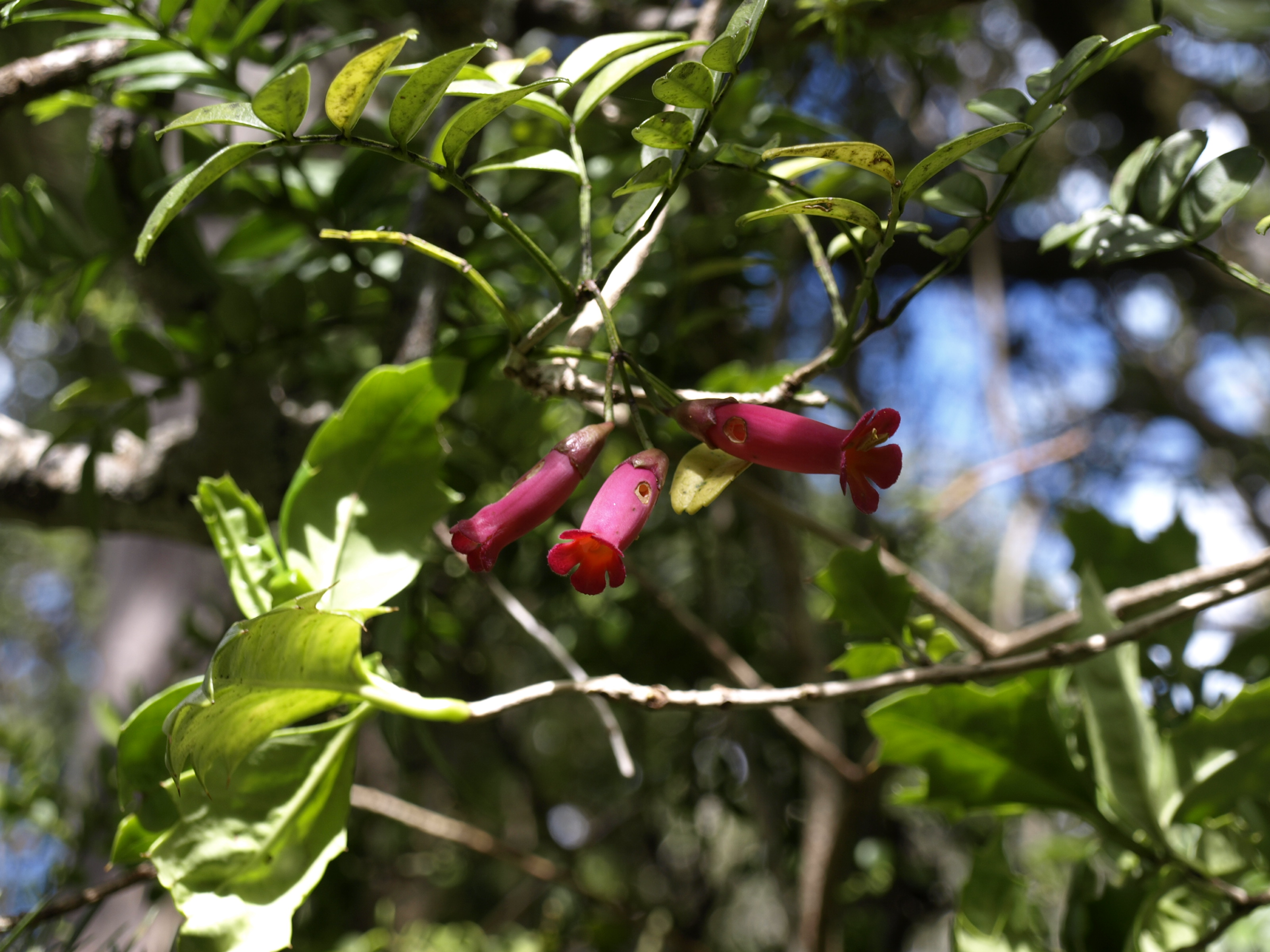
Campsidium valdivianum
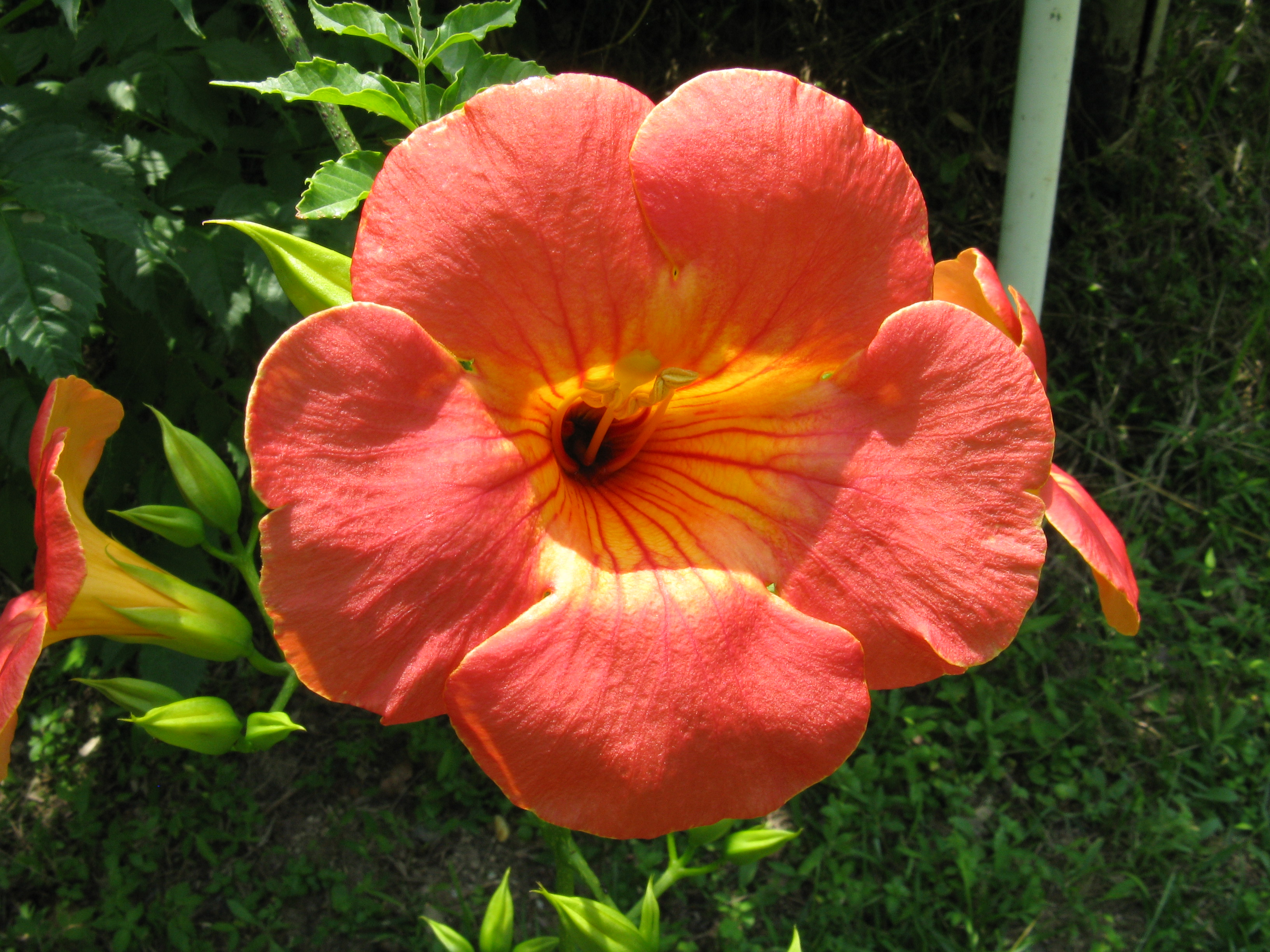
Campsis grandiflora
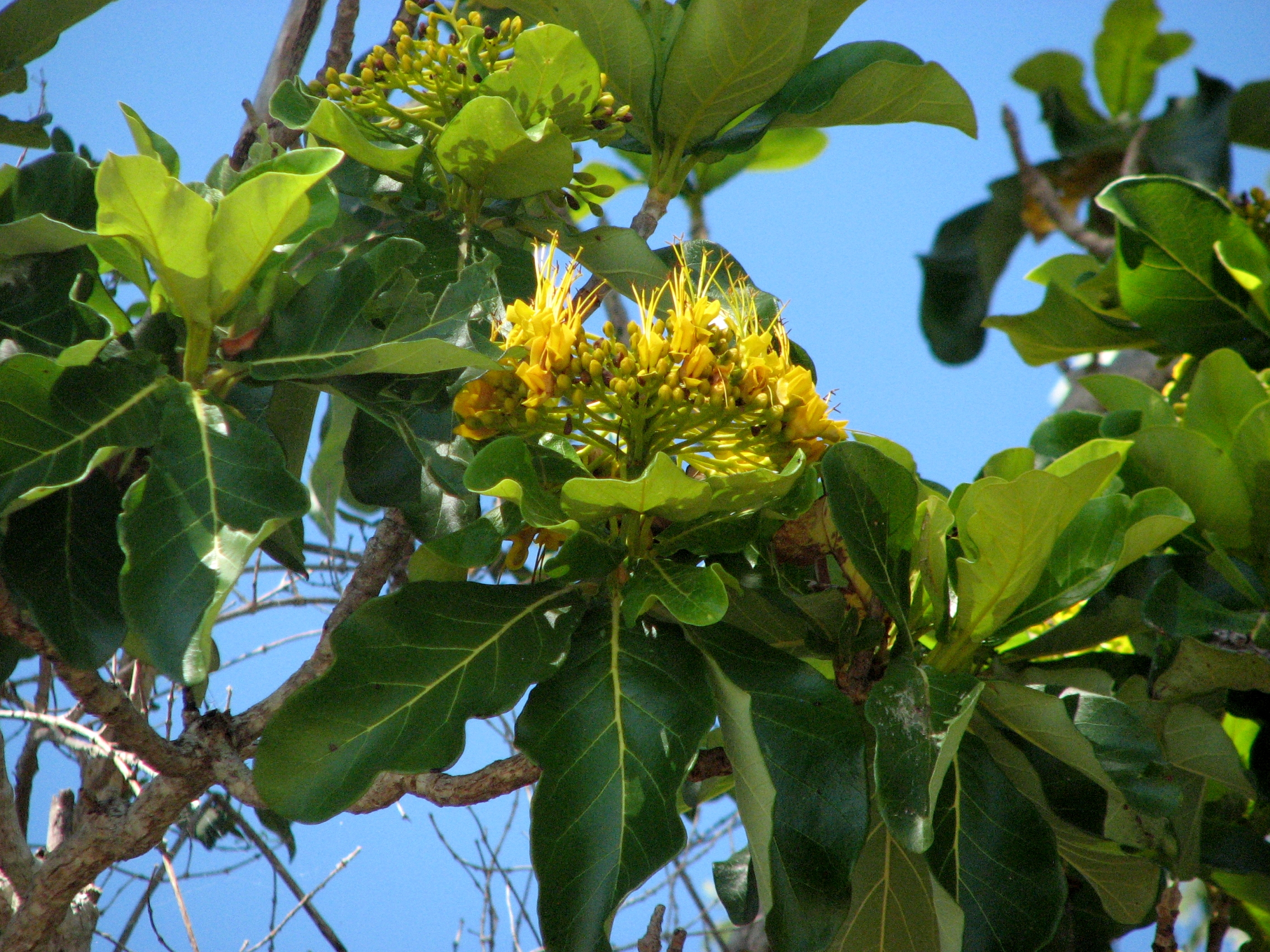
Deplanchea tetraphylla
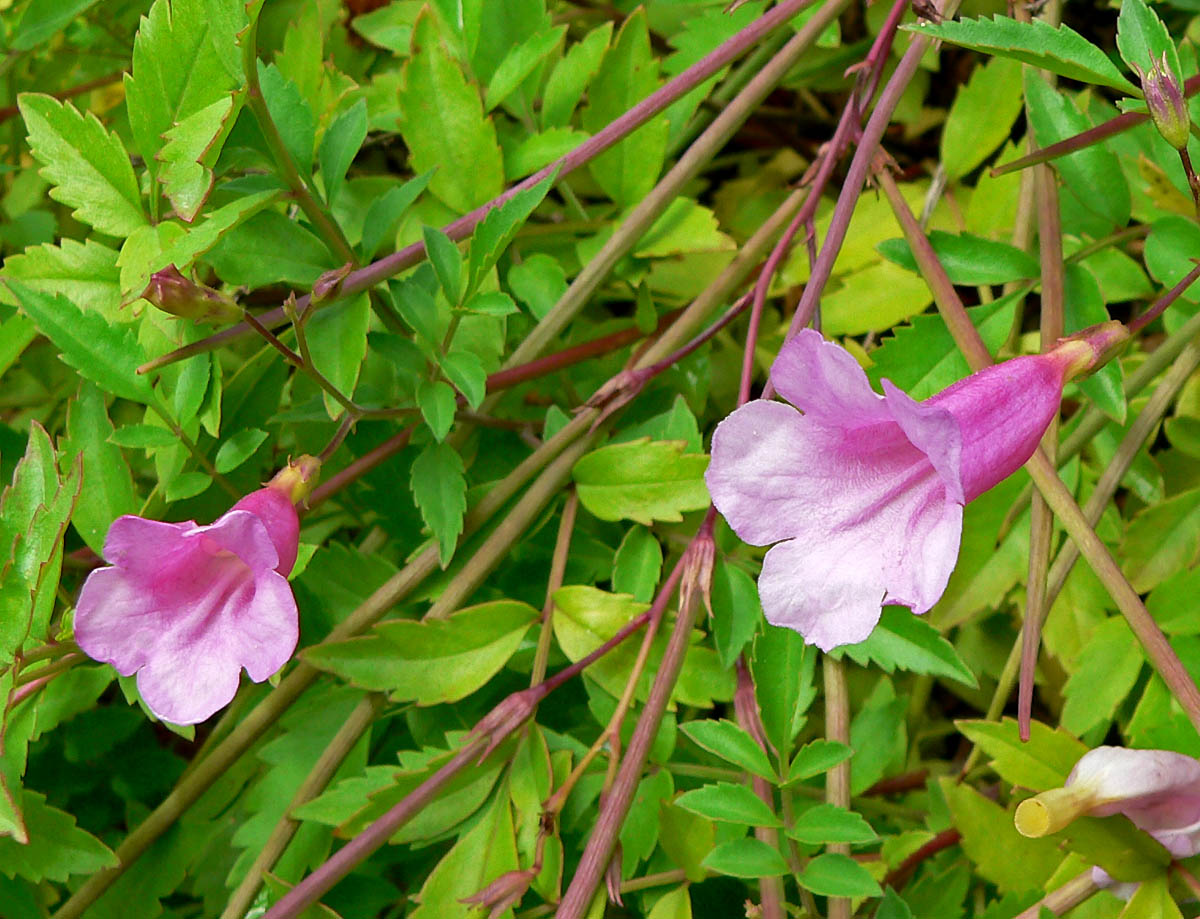
Incarvillea arguta
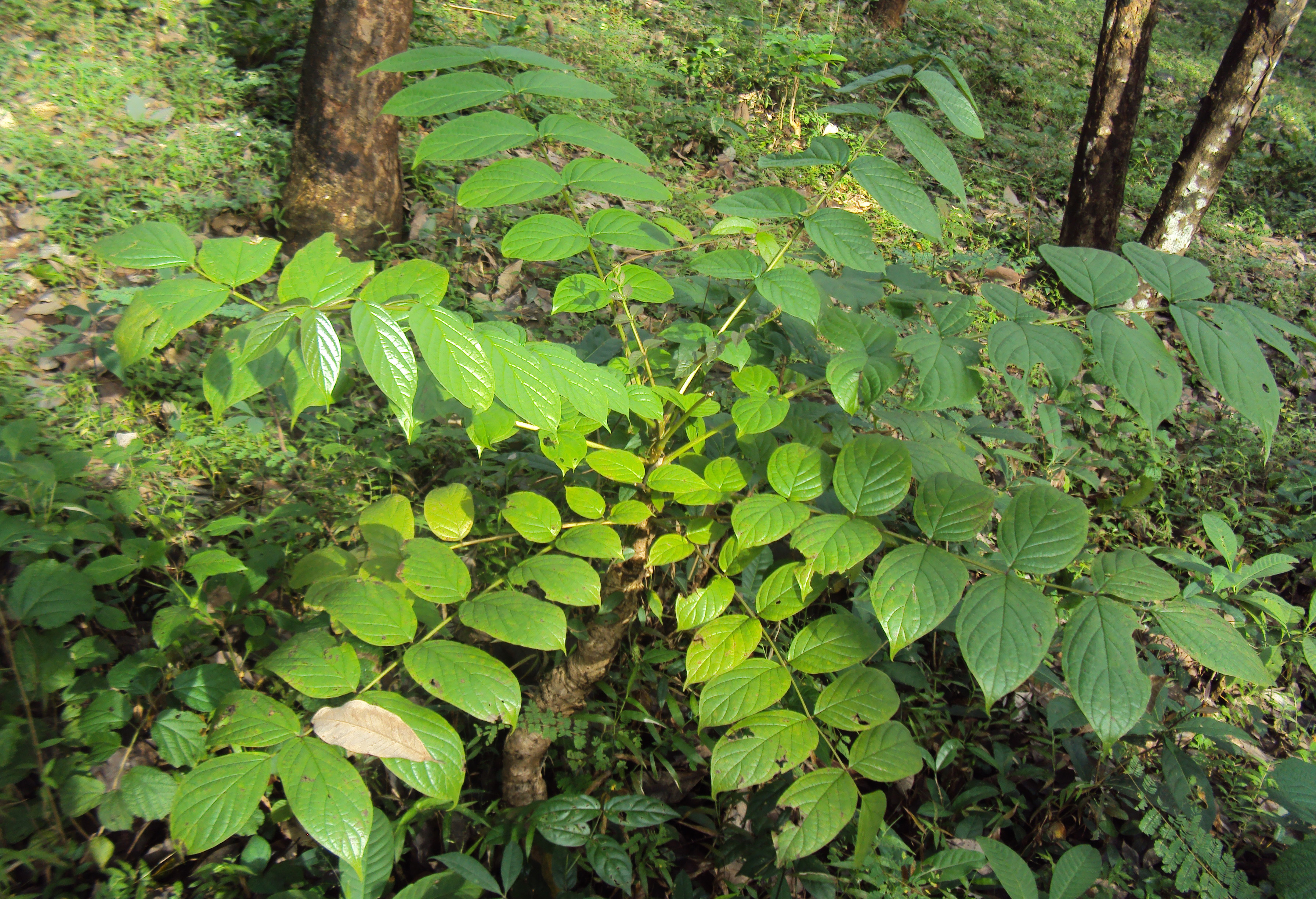
Pajanelia longifolia
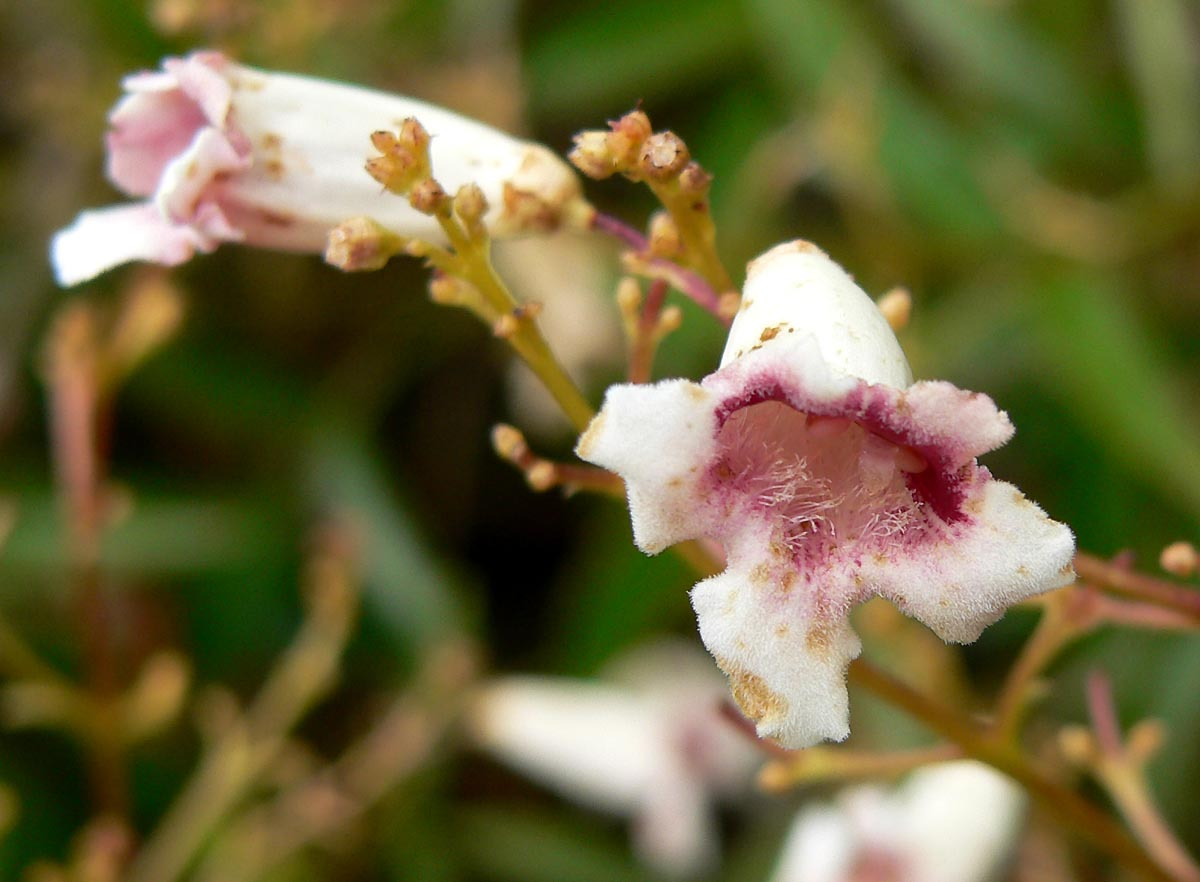
Pandorea pandorana
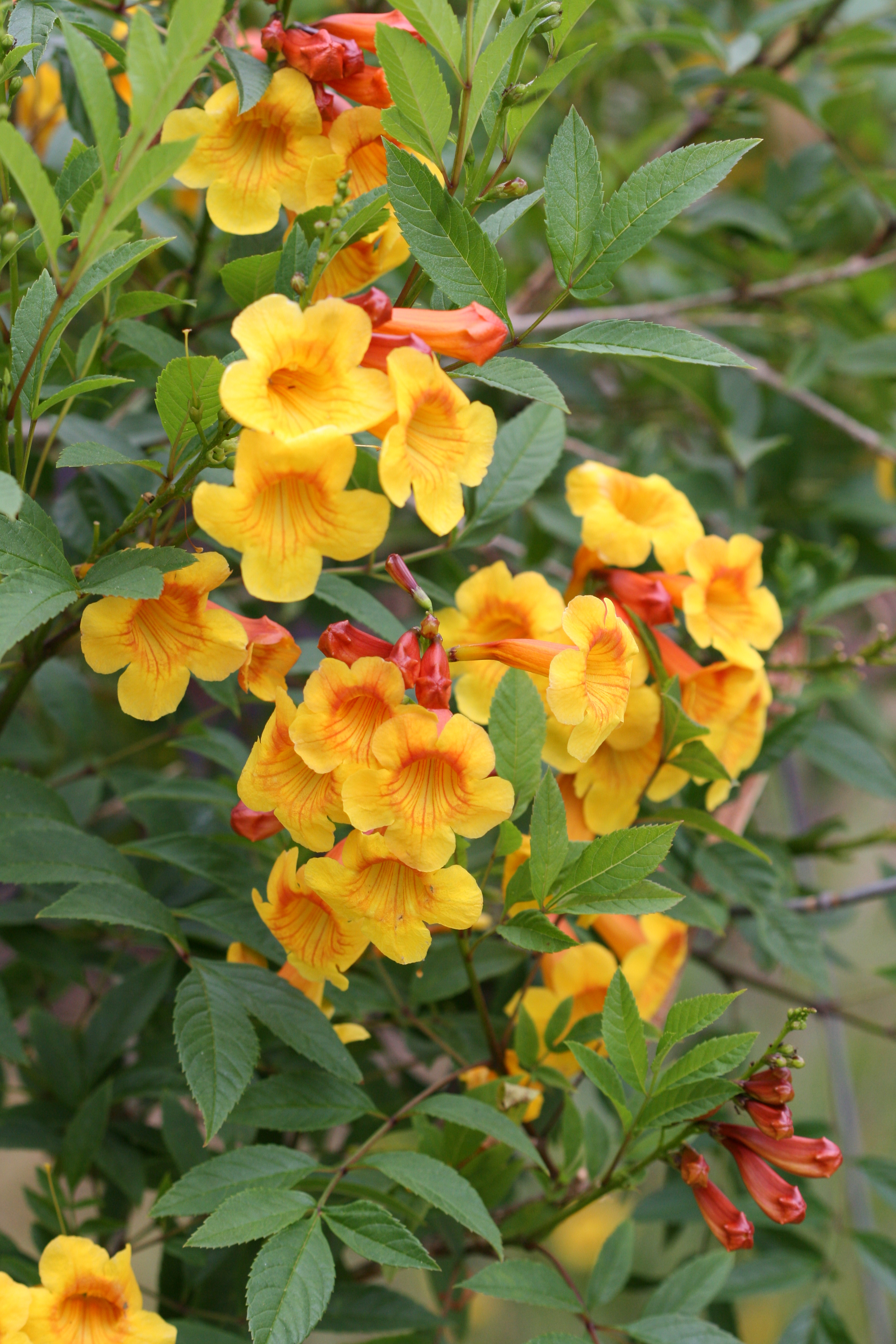
Tecoma fulva
Tecomanthe dendrophila